# Chronologie des techniques
 (octobre 2012).
Si vous disposez d'ouvrages ou d'articles de référence ou si vous connaissez des sites web de qualité traitant du thème abordé ici, merci de compléter l'article en donnant les références utiles à sa vérifiabilité et en les liant à la section « Notes et références ».

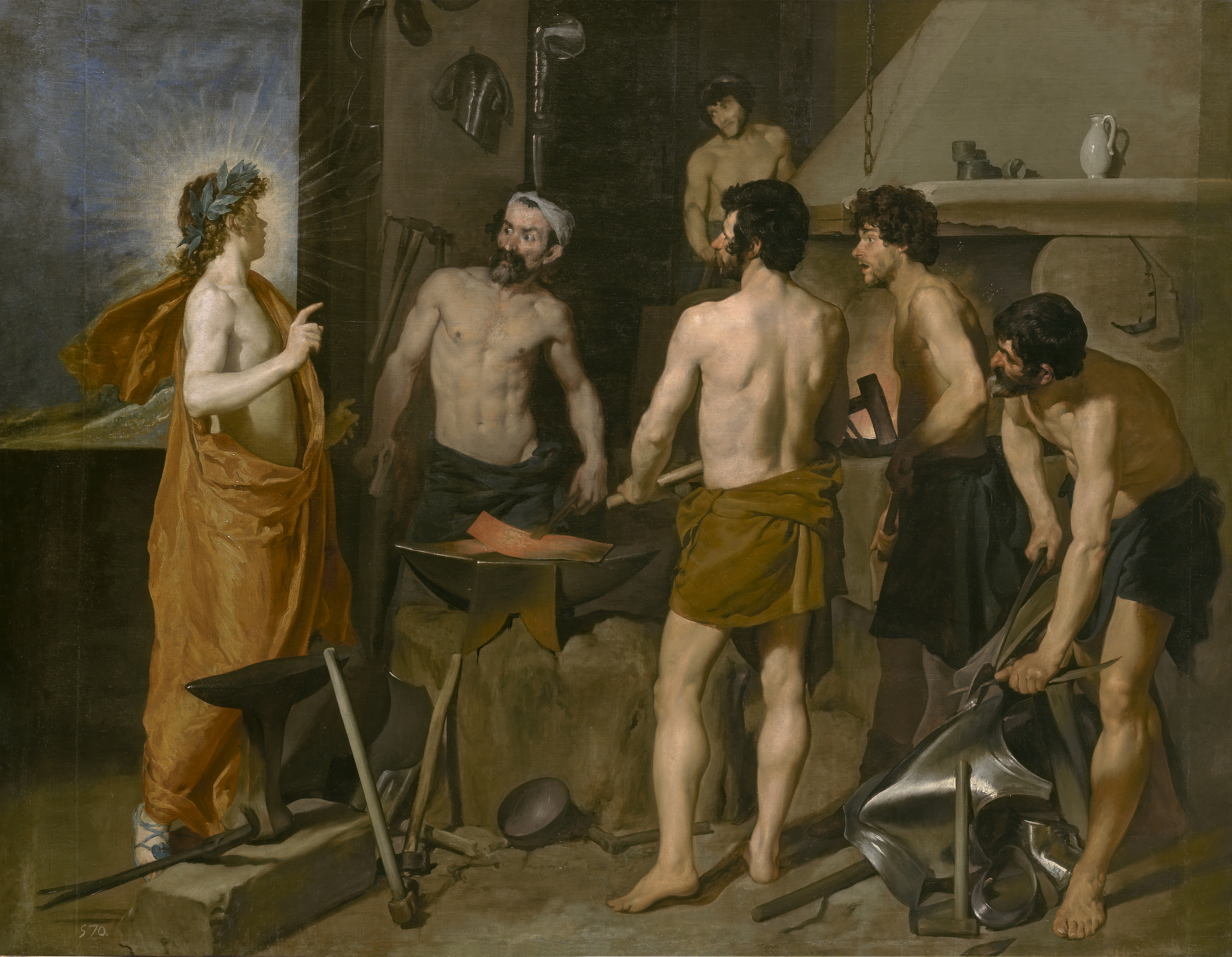
La Forge de Vulcain - Diego Vélasquez

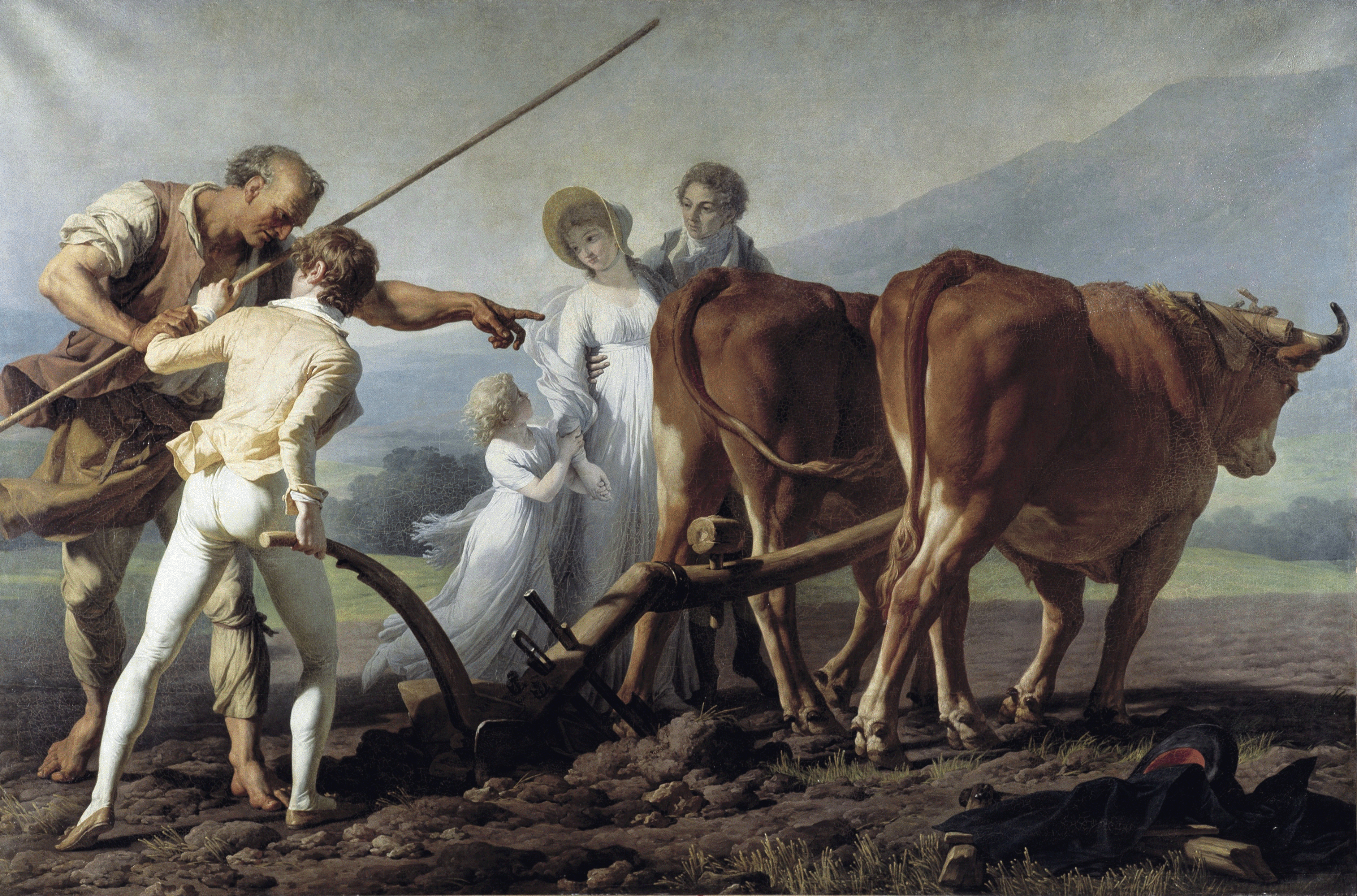
La Leçon de labourage (1793-98) - François-André Vincent

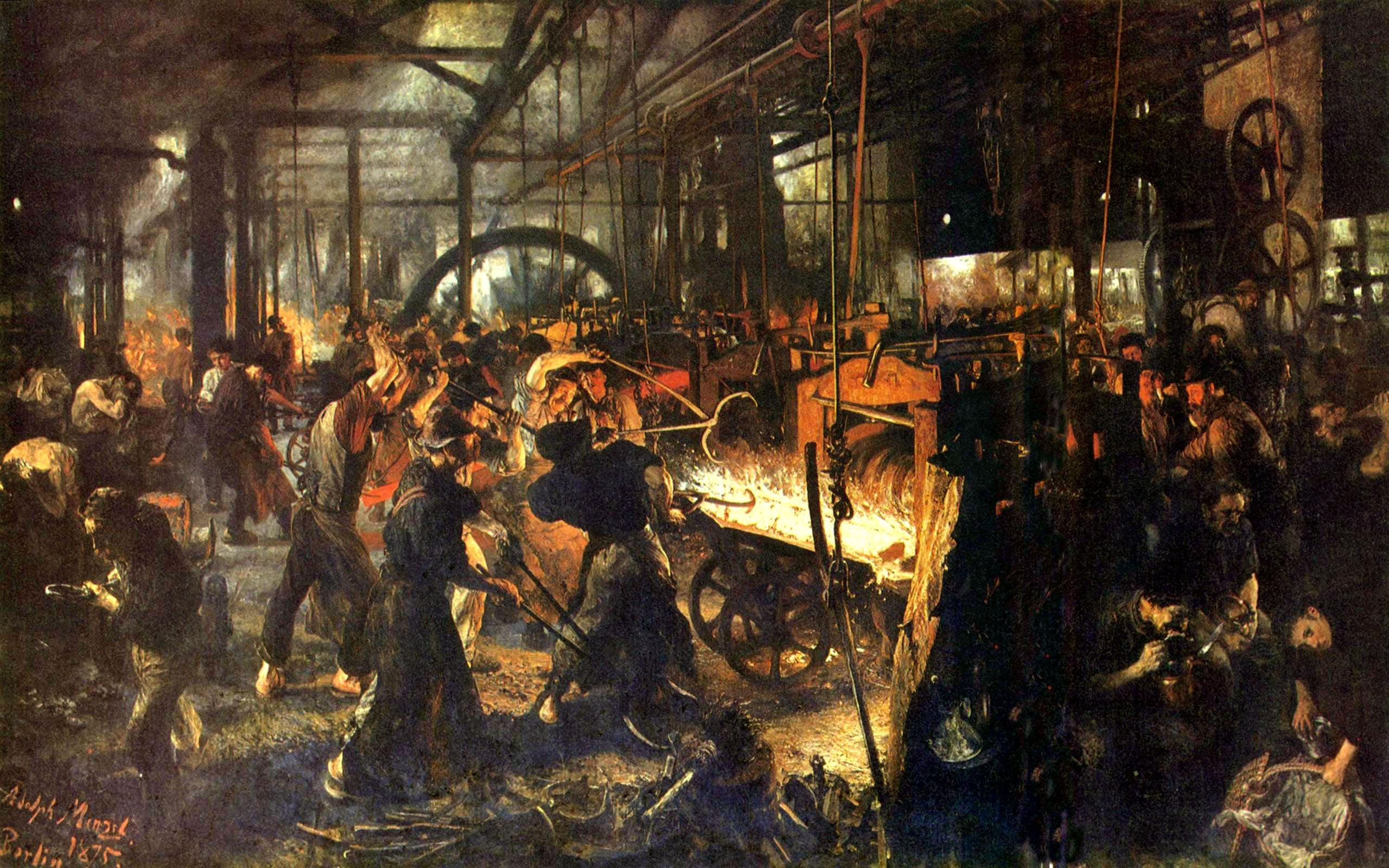
Le Laminoir (1872-1875) - Adolph von Menzel

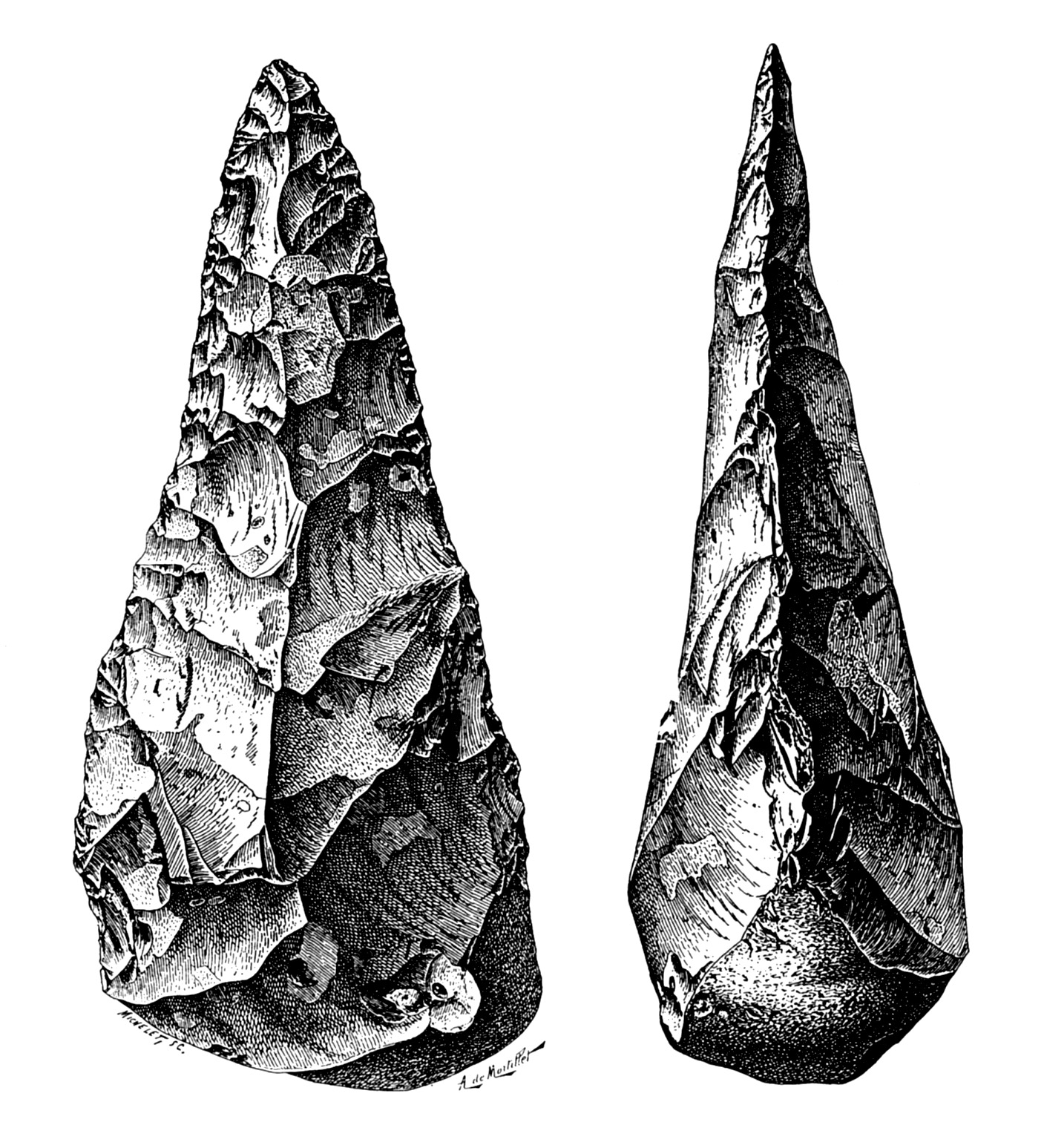
Biface en silex de Saint-Acheul, Somme. (hauteur : 20 cm)

Si l’histoire des techniques ne peut se résumer à la seule histoire des inventions, elles en constituent néanmoins une composante importante. Au-delà des grands faits historiques ou des découvertes scientifiques associées, la chronologie de l’histoire des techniques peut s’articuler autour de trois thèmes fondamentaux :
1. Extraction : énergie, agriculture, sylviculture, chasse, pêche, mines, grosse métallurgie
2. Transformation : transformation des matières, procédés thermiques, chimiques, physiques et mécaniques, matières synthétiques, biens de consommation, machines, construction
3. Services : transports, arts, enseignement technique

## Paléolithique
| Période                 | | Date                    | Description |
| ----------------------- | --- | ----------------------- | --- |
| Paléolithique inférieur | Lomekwien (-3,3 Ma) | - 3,3 Ma                | Plus anciens outils lithiques trouvés à Lomekwi 3, au Kenya. |
| Paléolithique inférieur | Oldowayen (-2,8 Ma) | - 2,8 Ma                | Plus anciens galets aménagés (Éthiopie, Kenya). |
| Paléolithique inférieur | Acheuléen (-1,95 Ma) | - 1,95 Ma               | Début de l'Acheuléen, apparition du biface et du hachereau en Afrique de l'Est, puis dans le reste de l'Afrique, puis diffusion en Asie. |
| Paléolithique inférieur | Acheuléen (-1,95 Ma) | - 1,5 Ma                | Traces d'utilisation occasionnelle du feu en Afrique de l'Est. |
| Paléolithique inférieur | Acheuléen (-1,95 Ma) | −900 000 ans            | Présence d’outils lithiques au milieu d’ossements animaux dans l’île de Florès, en Indonésie. L’Homme de Florès aurait utilisé la navigation pour atteindre cette île alors située à une dizaine de kilomètres de l'ile précédente. |
| Paléolithique inférieur | Acheuléen (-1,95 Ma) | −790 000 ans            | Plus anciens foyers connus dans le monde trouvés sur le site du Pont des Filles de Jacob (site paléolithique), en Israël. |
| Paléolithique inférieur | Acheuléen (-1,95 Ma) | - 400 000 ans           | Domestication du feu généralisée. Des traces de foyers ont été découvertes sur tous les continents. |
| Paléolithique inférieur | Acheuléen (-1,95 Ma) | - 370 000 ans           | Site lacustre de Bilzingsleben (Allemagne) : Dépeçage des animaux, outils de bois, huttes, secteur du travail du silex, secteur du travail du bois, usage du feu. Chasse au gros gibier (rhinocéros, éléphants, aurochs, sangliers, cerfs, chevreuils, bisons, chevaux), récolte du miel sauvage, de la résine, des noix, de baies et d’écorce, pêche. |
| Paléolithique moyen     | | - 340 000 ans           | Apparition du débitage Levallois permettant de produire des éclats de forme prédéterminée. Moustérien. |
| Paléolithique moyen     | | - 250 000 ans           | Perfectionnement et standardisation de l’outillage sur éclats, (Gibraltar, Arcy-sur-Cure). |
| Paléolithique moyen     | | - 200 000 ans           | Les premières agglomérations humaines, découvertes dans le Sud des régions de Khangaï et du Gobi. |
| Paléolithique moyen     | Les hommes s’abritent dans des grottes, prennent les animaux au piège et creusent des fosses avec des pieux taillés en pointe. | - 200 000 ans           | |
| Paléolithique moyen     | - 150 000 ans |                         | |
| Paléolithique moyen     | | - 130 000 ans           | Premières pirogues. |
| Paléolithique moyen     | | - 120 000 ans           | Premières sépultures au Proche-Orient par Homo sapiens. |
| Paléolithique moyen     | | - 110 000 ans           | Croatie : Le site de Krapina, a livré de nombreux restes de Néandertaliens, dont une vingtaine sur lesquels des indices d’anthropophagie ont été observés. |
| Paléolithique moyen     | | - 50 000 ans            | Des hommes modernes maîtrisant les techniques de navigation atteignent l’Australie il y a environ 50 000 ans, voire plus, ce qui signifie qu’ils ont effectué une traversée en haute mer sur au moins 100 km, puisque l’Océanie ne fut jamais reliée au sud-est de l’Asie, même à l’époque où le niveau des eaux était bas. |
| Paléolithique moyen     | | - 50 000 ans            | Europe : Site archéologique de Molodova sur le Dniestr, qui constitue la première installation durable en milieu glaciaire (au-delà du 53° de latitude nord). |
| Paléolithique supérieur | | - 45 000 à 38 000 ans   | Châtelperronien, des pointes de Châtelperron ont été réalisées par les derniers Néandertaliens, développement de la parure : Pendeloques à Arcy-sur-Cure, évolution de l’habitat, utilisation de l’ocre. |
| Paléolithique supérieur | | - 43 000 ans            | Aurignacien, Homo sapiens développe des outils, des objets et des armes en matières dures animales (pointes de sagaies à base fendue en ivoire ou en bois de renne), lames aurignaciennes (grandes lames retouchées épaisses), multiplication des colorants, premières œuvres d’art (Grotte Chauvet), plaques à incisions gravées. |
| Paléolithique supérieur | | - 35 000 ans            | Le chercheur anglo-saxon Richard Mankiewicz découvre ce qui semble être le plus ancien témoignage de calcul numérique au Swaziland en Afrique Australe sur un péroné de babouin marqué de 29 encoches (env. -35 000 ans). |
| Paléolithique supérieur | | - 33 000 ans            | Gravettien : débitage de lames en silex très rectilignes, utilisées pour réaliser des pointes de projectile à dos rabattu rectiligne, appelées « pointes de la Gravette », figurines anthropomorphes dites « Vénus », grottes ornées de mains négatives (Pech Merle, Gargas). |
| Paléolithique supérieur | | - 26 900 / - 24 000 ans | Des traces de cordages de chanvre ont été découvertes en Tchéquie en 1997, faisant remonter probablement la maîtrise de cette technique à 26 900/24 000 ans avant notre ère. Un os contient plusieurs séries d'encoches tel que les os d'ishango, ce qui laisse présager les débuts d'une numérotation mathématique. |
| Paléolithique supérieur | | - 26 000 ans            | Découverte dans la grotte Chauvet de traces d’un enfant accompagné d’un canidé. Possible domestication du chien. |
| Paléolithique supérieur | | - 20 000 ans            | Israël : Le plus ancien ramassage de graines d'herbes sauvages pour ce qui est les prémices de l'agriculture à Ohalo. Une cabane de Mezhyrich en Ukraine, est composée de 385 os de mammouth assemblés comme un igloo de 6 mètres de diamètre et 2,8 mètres de hauteur. |
| Paléolithique supérieur | | - 24 000 ans            | Solutréen, taille du silex particulièrement sophistiquée (production de feuilles de laurier), aiguilles en os, multiplication des outils, apparition du propulseur. Plaquettes gravées et peintes (Bourdeilles, El Parpallo). Bas-reliefs sur plaquettes (Kostienki). Sanctuaires à la lumière du jour et blocs sculptés en bas-relief (Roc-de-Sers, Bourdeilles). |
| Paléolithique supérieur | Début des techniques de filage et possible apparition des premiers arc.                                                        | - 24 000 ans            | |
| Paléolithique supérieur | | - 19 000 à 14 000 ans   | Magdalénien : cueillette, chasse et pêche facilitées par un outillage diversifié : outillage d’os et d’ivoire, harpon, flèche, sagaie, arc. Le propulseur se généralise. Récipients et lampes. Profusion d’objets décorés, objets de parure, plaquettes gravées : bas-reliefs d’Isturitz, évolution vers le schématisme en matière de décoration. Amélioration de l’habitat sous roche. Campement de Pincevent. Multiplication des sanctuaires : Lascaux, abri de la Madeleine, Font-de-Gaume, Altamira, etc. |
| Paléolithique supérieur | | - 16 000 / - 15 000 ans | En Égypte, probable début de l'art Qurta. |
| Paléolithique supérieur | Figurine humaine de Maïninskaÿa (Russie), un des premiers objets de terre cuite.                                               | - 16 000 / - 15 000 ans | |
| Épipaléolithique        | |                         | Régression des débitages de lames, réalisation de microlithes (toutes petites armatures géométriques). |

## Tardiglaciaire
- 15 000 ans AP : premières poteries au Japon, début de la période Jomon[6]. Poteries de la grotte de Fukui au XIe millénaire av. J.-C.

- 18 000 à 13 500 ans AP au Proche-Orient : Kébarien.

- 14 500 à 11 500 ans AP au Levant : Natoufien : lames de faucille en silex et des outils de broyage, polissage de la pierre, premiers villages occupés de manière permanente. Récolte du blé sauvage emmer, utilisation de meules pour le moudre en farine.

## XIIemillénaireav. J.-C.
- Haute-Égypte et Nubie : Utilisation des premières meules pour la fabrication de la farine à partir de graines d'herbes sauvages.
- Iran : Signe de protoagriculture et de protoélevage du mouton à Zawi Chemi Shanidar dans le Zagros. Élevage de chèvres à Ganj-i Dareh en Iran.
- - 11 400 : Cisjordanie : Des restes de neuf figues parthénocarpiques — c’est-à-dire ne produisant pas de graines et dont l'intervention de l'homme était nécessaire à sa culture en recourant à des boutures — datant d'environ 11 400 ans ont été découverts à Gilgal, au nord de Jéricho, dans la vallée du Jourdain. Il semble que le fruit ait été séché pour être mangé, ce qui en ferait la plus ancienne trace d'agriculture observée à ce jour[7].

## Xemillénaireav. J.-C.
- Le développement de communautés agricoles spécialisées va entraîner des recherches dans le besoin de stockage (céramique, vannerie) et des demandes dans les échanges commerciaux (troc, premières monnaies d’échange, produits de luxe, obsidienne, pierres semi-précieuses ou pierres fines).
- Proche-Orient : Utilisation du plâtre (cuisson entre 100 °C et 200 °C) et de la vaisselle blanche. Technique de la chaux (cuisson entre 750 °C et 850 °C) à Beidha, dans le Néguev. Essai de cuisson de la terre à Mureybet, sans lendemain.
- - 9000 : Domestication possible du mouton en Irak du Nord.
- Pétroglyphes.

## IXemillénaireav. J.-C.
- En Mésopotamie :
  - Domestication d’animaux (ovins);
  - Domestication des plantes (blé, orge) puis de légumineuses.
- Création d'arcs et de frondes.
- En Anatolie : le plâtre est connu. Des enduits de plâtre et chaux étaient utilisés comme support à des fresques de la civilisation de Çatal Hüyük[8].
- En Anatolie et Mésopotamie : Prémices de la métallurgie (perles de Plomb et Cuivre).
- Débuts du tissage.

- - 8 800 / - 8 700 : Diversification des pratiques architecturales. Abandon du plan circulaire, remplacé par le plan rectangulaire, susceptible d’extension (Mureybet, Sheikh Hassan). L’usage des sols de chaux, apparu à Beidha, se répand très vite. À Beidha et à Basta (Jordanie), à Çayönü (Taurus) se développent des maisons rectangulaires à étage : en soubassement des murs de pierre aménage des espaces (alvéoles, petites pièces, couloirs étroits) servant sans doute au stockage des denrées ; au niveau supérieur, très nettement au-dessus du sol, se trouve un niveau d’habitation, peut être construit en matériaux plus légers.

## VIIIemillénaireav. J.-C.
- - 8000 / - 7900 : Proche-Orient : Le site ancien de Jéricho, qui est occupé depuis au moins un millénaire, s'étend sur 1,6 hectare. Pour assurer sa sécurité, la communauté d'agriculteurs édifie une enceinte de pierres de 3 mètres d'épaisseur, renforcée par une tour de pierres, haute de 9 mètres et dotée d'un escalier intérieur à vis.
- - 8000 : récolte systématique des graminées en Irak et en Palestine.
- - 7400 / - 7300 : Proche-Orient : En Anatolie, le cochon est domestiqué.
- - 7400 / - 7300 : Amérique : En haute Amazonie, culture du manioc.
- Développement de l’outillage de récolte sur matière osseuse.
- Meubles, bols, pilons pour préparer la nourriture.

## VIIemillénaireav. J.-C.
- La culture du blé, de l’orge, du millet se généralise dans le bassin oriental de la Méditerranée.
- Élevage généralisé du mouton et de la chèvre.
- Première sédentarisation en Irak. Silos à grains. Jéricho, Ras Shamra, Hacilar (en), Çatal Hüyük en Anatolie. Voir Néolithique du Proche-Orient
- Le miroir d’obsidienne de Çatal Hüyük.
- - 7000 / - 6900 : Proche-Orient : Sur le site ancien de Jéricho, occupé depuis 2 000 ans et fortifié depuis 1 000 ans, se développe une religion, attestée par des crânes surmodelés dont les traits reproduisent ceux des ancêtres vénérés.
- - 7000 / - 6900 : Anatolie : Fondation de Çatal Hüyük dans la plaine de Konya, sur les bords de la Çarşamba. C'est le plus grand site néolithique du Proche-Orient, célèbre pour son impressionnante architecture de briques crues, son artisanat, et son art développé.
- - 6900 / - 6800 : Samarra : Techniques d’irrigation par canaux : les crues du Tigre sont utilisées pour arroser des champs de blé, d’avoine, d’orge et de lin.
- - 6900 / - 6800 : Premières traces de techniques de calcul.
- - 6600-6300 : Production possible du plomb et du cuivre à Çatal Hüyük.
- -6200 : Élevage à Néa Nikomídia de la chèvre, du mouton, du porc et du bœuf. Poterie à Sesklo et à Nea Nikomédia.
- -7000 à -3000 : Les lampes à partir de graisse animale étaient très utilisées par l’homme du Néolithique puis peu à peu, ont été remplacées par la lampe à huile jusqu’à l’invention de la lampe à pétrole en 1853.
- Apparition de four en argile.
- Début de l'utilisation du pétrole : les civilisations mésopotamiennes s’en servaient comme produit pharmaceutique, cosmétique, comme combustible pour les lampes à huile et dès 6000 av. J.-C. pour le calfatage des bateaux[9]. Les Égyptiens employaient de l’asphalte pour la momification.

## VIemillénaireav. J.-C.
- Apparition des premières plantes cultivées au Mexique;
- Généralisation de la céramique en Anatolie, en Iran, en Syrie et en Thrace;
- Travail de la laine à Çatal Hüyük;
- Sédentarisation en Mésopotamie, Syrie, Liban, Anatolie, Macédoine, Thessalie. Acropoles de Dimini et de Sesklo (Grèce);
- - 5200 : Poterie à Chypre;
- - 5400 : cuivre à Hacilar;
- Environ -5 000 : le travail des métaux, forge.

## Vemillénaireav. J.-C.

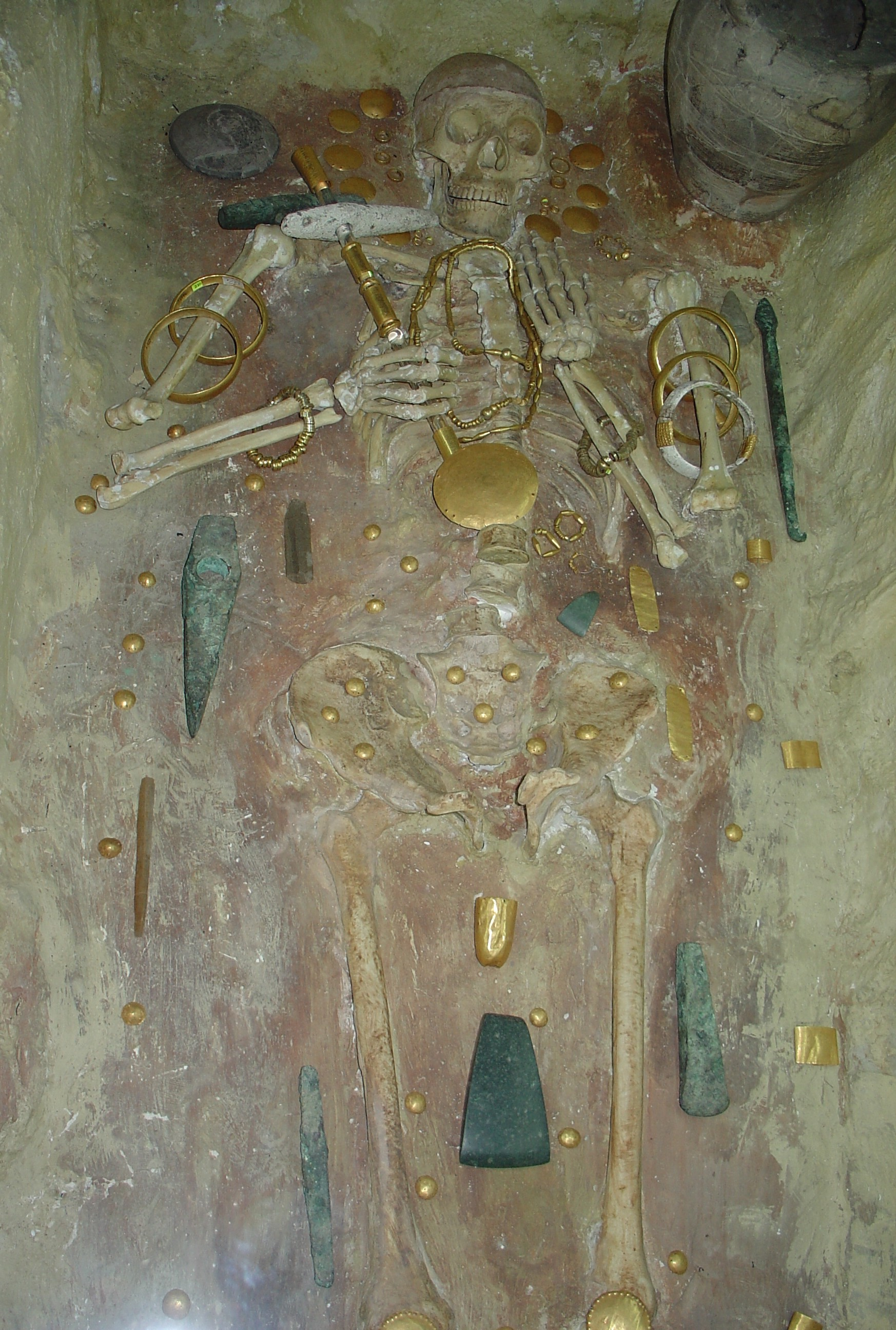
Tombe 43 provenant de la nécropole de Varna avec les plus vieux bijoux en or connu à ce jour.
Musée archéologique de Varna

- Extension de l’agriculture et de l’élevage au Proche-Orient. Début de la culture de la vigne;
- - 5000 : naissance de Jarmo, fondé par des agriculteurs;
- Civilisation protonéolithique de Sesklo et de Dimini (Thessalie), acropoles à enceintes ou forteresses-palais. Sédentarisation en Égypte;
- -4700 : Premiers mégalithes en Bretagne.
- -4600 : La culture de Varna invente l’orfèvrerie. Poterie de Jarmo;
- -4500 : La pâte à mâcher à base de sève de bouleau en Suède[10];
- -4000 : Le ski[11] Sibérie centrale, pays baltes. Utilisation par des unités combattantes au XVIe siècle Suède et Finlande en 1539;
- -4000 : Conservation de la glace en Mésopotamie. Le gnomon, ancêtre du cadran solaire - premier instrument d’astronomie. La bière. Une tablette sumérienne fait état de la fermentation de pain dans de l’eau. Le pain était fait à l’époque d’orge ou d’épeautre (blé).

## IVemillénaireav. J.-C.
- Généralisation de l’agriculture au Mexique;
- Teinture d’ocre;
- Sédentarisation des populations du Soudan au Balouchistan. Des tombes sont creusées en Égypte (Oman);
- -3500 : Le cuivre a été pratiqué en Chine;
- -3500-3200 : Le bronze a été pratiqué à Ur. Civilisation préthinite en Égypte. Culture systématique de la vallée du Nil. Élevage, peut-être de l’âne. Système technique de Mésopotamie analogue à celui de l’Égypte;
- Tissage du lin et vannerie en Égypte;
- Premiers puis funéraires, maisons de pisé ou de briques en Égypte;
- Apparition du tour de potier en Mésopotamie;
- Barrage d’Hélouan en Égypte;
- - 3500 : La roue à Sumer en basse Mésopotamie. Objet fondamental dans les transports et dans la création de la civilisation occidentale. Elle est connue très tardivement en Amérique précolombienne et uniquement comme jouet (-1500) et très récemment en Afrique sub-saharienne et en Océanie.
- - 3 500 ans : Premières marques de l’écriture;
- Anatolie : Début de l’utilisation de la laine des ovins;
- -3500-2300 : Apparition le l’écriture en Égypte. Palette de Narmer;
- -3300-3100 : Premier témoignage connu d'une technique de brasure à Suse sur une pendeloque en or.

## IIIemillénaireav. J.-C.
- Découverte d'une prothèse en bois égyptienne par deux frères égyptiens en 1871[12];
- Extension de la culture de la vigne de la mer Noire à l’Indus;
- En Égypte, domestication du bœuf, du porc, du mouton, de l’oie. Culture des céréales (blé, orge, millet), des légumineuses (lentilles, fèves, oignons, pois chiche). Développement de l’arboriculture (grenadier, figuier, jujubier). Travail de l’or, de l’argent et du plomb;
- Houe et araire en Égypte;
- Tour de potier en Grèce. Tour de potier dans la vallée de l’Indus;
- Naissance de la ville. Murailles de Jéricho. Le rempart se généralise en Mésopotamie. Tombes préthinites, construction en briques sèches, voûte en berceau en Égypte;
- Outillage de cuivre martelé en Égypte;
- - 2800 : Début possible de la domestication du cheval en Mésopotamie. Pyramides à degrés de Saqqara en Égypte.
- Ciseaux, burins, pointes, premiers objets en fer;
- -2700 : Mines de cuivre du Sinaï et de Nubie;
- Premières grandes pyramides de Gizeh;
- -2680 : Pyramides de Meïdoum et de Dahchour à double pente en Égypte. Début de la voûte de pierre en plein cintre et de la voûte à encorbellement en Égypte. Canalisation et dérivation du Nil à Abousser;
- -2 600 : Le ciment. Les Égyptiens utilisent un mélange de chaux, d’argile, de sable et d’eau. Vers le Ier siècle, les Romains ajoutent de la terre volcanique de Pouzzoles et inventent le ciment qui prend sous l’eau et améliore la prise et le durcissement en y ajoutant de la tuile broyée (tuileau). L’invention du ciment moderne est attribuée à Louis Vicat en 1818 en France. Ce sont les débuts du béton de ciment.
- -2560 : la Mastaba de Ti révèle un outillage agricole et artisanal développé : pêche à la nasse, travail du cuir, du bois, du métal;
- -2500 à -1 000 ans, France : extension du bronze;
- -2500: En Égypte se développe le verre et en Mésopotamie se développe le verre et le bronze. La carte géographique environnementale ou esquisse explicative de la plus ancienne carte géographique connue (époque sumérienne). Asie centrale : domestication du cheval. Livre le plus ancien connu: l’histoire de Gilgamesh. Des bases lavantes sont utilisées à Sumer pour le lavage et les maladies de peau. Sud-Est asiatique : Métallurgie du Bronze (Phung Nguyen au Viêt Nam du Nord). Inde : premier vêtement de coton connu trouvé à Mohenjo-daro;
- -2400 : Chasse au faucon en Égypte;
- Métier à tisser verticaux en Égypte;
- -2300: Telloh dans le désert d’Arabie : premier cadastre;
- Le sel;
- - 2160 : Usage courant du bronze en Égypte;
- -2050-2000 : Scènes de pêche et de jardinage (tombe de Mekhreté, Égypte). Scènes d’artisanat, filature et tissage (maquettes de la tombe de Mekreté);
- Bélier attesté en Mésopotamie dans les sièges;
- -2 000 ans : Le char.

## XXesiècleav. J.-C.
- Âge du bronze en Europe centrale, en Italie, en Grèce. Métallurgie du fer chez les Hittites;
- Tour de potier en Chine;
- -2000-1800 : les Hittites en Anatolie. Aménagement du Fayoum par la création du lac Karoum et de son canal. Civilisation des mégalithes sur le littoral occidental de l’Europe occidentale, dolmens, allées couvertes, menhirs;
- - 1970 : Début de la construction du temple de Karnak, transports de pierre sur traineaux;
- - 1940 : Première représentation d’un âne domestique à la nécropole de Beni Hassan.

## XVIIIesiècleav. J.-C.
- - 1800 : Premiers palais crétois.
- - 1800-1700 : Tours roulantes dans les sièges de villes;
- Métier à tisser horizontal à la nécropole de Beni Hassan;
- -1760 : Élevage et écriture en Chine.

## XVIIesiècleav. J.-C.

Les trois grands types d’araires à mancheron unique :
1 - araire chambige
2 - araire manche-sep
3 - araire dental

- -1700-1600 : Débuts de la fabrication du verre en Égypte, coloré aux oxydes minéraux;
- Houes, araire manche sep dans les tombes de la vallée des Rois;
- Les Hyksos peuvent avoir apporté le cheval en Égypte;
- La clepsydre probablement vers -1600 en Égypte attribuée à Ctésibios -270. La plus ancienne clepsydre découverte le fut à Karnak en 1904 et date de -1400 environ et fut réalisée sous le règne d’Aménophis III. Elle est exposée au Musée du Caire. Elle date d’environ -1400. Elle est constituée d’un simple bol conique ayant un trou à sa base servant à l’écoulement de l’eau. La mesure du temps se faisait à l’aide des graduations se trouvant à l’intérieur du bol. Ce genre de clepsydre était à remplissage unique et sa précision de l’ordre de 5  à   10 minutes. Le sablier date du XIVe siècle, a été inventé en Europe et utilisé sans doute par les marchands pour les enchères.

## XVIesiècleav. J.-C.
- - 1550-1500 : Développement de la fabrication du verre en Égypte;
- Perfectionnement des techniques du tissage et de la teinture en Égypte;
- Emploi du chalumeau pour l’émaillage.

## XVesiècleav. J.-C.
- - 1500 : apparition de la brique émaillée en Égypte;
- À partir de - 1500 : Dynastie des Chang : mise au point de la technique chinoise de la laque. Premiers tissus de soie;
- -1500-1480. Règne de Hatchepsout : mise en place à l’aide de leviers et de plans inclinés des obélisques de Karnak. Cadrans solaire en Égypte;
- -1450-1400 : Âge du bronze en Scandinavie;
- -1425 : Technique de l’apiculture en Égypte;
- -1415 : Araire manche sep attelé à deux bœufs jougués en Égypte. Irrigation en Égypte;
- -1400 : Début de la construction du temple de Louxor. Clepsydre en Égypte. Âge du bronze en Chine.

## XIVesiècleav. J.-C.
- - 1354-1346 : Trésor de Toutânkhamon;
- - 1314-1200 : Début de l’usage des tenons en queue d'aronde au temple d’Abydos.

## XIIesiècleav. J.-C.
- - 1200 : Développement de la métallurgie du fer en Grèce et dans le bassin oriental de la Méditerranée;
- - 1200-1100 : Apparition de la civilisation des champs d'urnes en Europe centrale. Ziqqurat d’Ur;
- - 1160 : Usage courant du bronze en Égypte.

## XIesiècleav. J.-C.
- Entre - 1060 et -950 : Nécropoles de Tanis et de Deir el-Bahari;
- Vers - 1000 : Le cheval apparaît en Grèce.

## Xesiècleav. J.-C.
- - 1000 : Début de la construction de l’Heraion d’Olympie, en bois. Utilisation du savon en Syrie. Le mot savo est utilisé pour la première fois par Pline l'Ancien pour caractériser un shampoing décolorant utilisé par les Gaulois;
- Culture du millet, du riz et de l’orge en Chine;
- Entre - 950-500 : La civilisation illyrienne d’Hallstatt s’impose à l’Europe : premier âge du fer. Bronze moyen germanique en Europe du Nord-Ouest.

## IXesiècleav. J.-C.
- Vers - 900 : Premières colonies grecques d’Asie Mineure;
- -860 : Premier âge du fer en Étrurie. Civilisation villanovienne de Toscane et du Latium;
- - 800 ans : Cadran solaire. Domestication du chameau.

## VIIIesiècleav. J.-C.
- Entre - 800 et - 600 : Bronze nordique ;
- - 776 : Début des olympiades ;
- - 770 : Âge du fer en Chine. Les Travaux et les jours d’Hésiode ;
- -753 : Fondation légendaire de Rome ;
- Vers - 750 : Colonies grecques de Sicile et d’Italie du Sud ;
- -712-663 : Métallurgie du fer en Égypte ;
- -700 : Acclimatation du coton par Sennacherib en Assyrie.

## VIIesiècleav. J.-C.
- Vers –675 : Début du monnayage en Asie Mineure;
- Vers –650 : Premières monnaies grecques. On commence à cette époque en Grèce à substituer la pierre au bois pour la construction des temples;
- Vers –650-600 : Invention mythique d’un grand nombre d’outils par Dédale et ses imitateurs : scie, hachette, fil à plomb, roue, compas.

## VIesiècleav. J.-C.

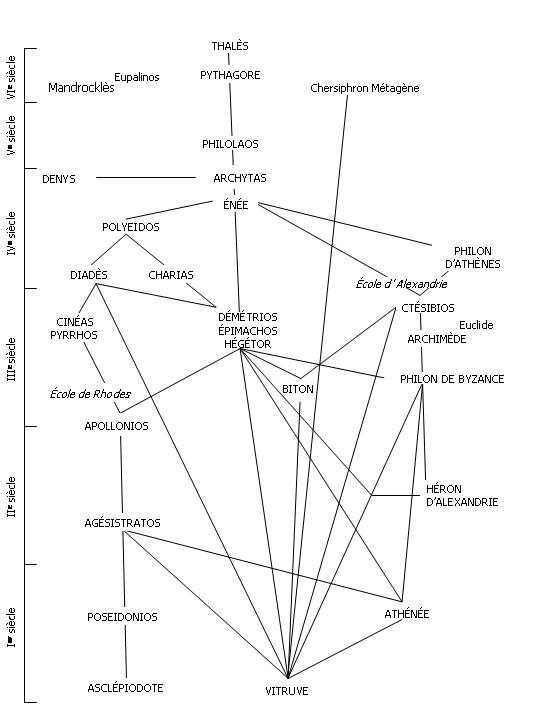
Principe de filiation entre les œuvres des ingénieurs de l’Antiquité

- Vers – 600 : Production d’argent à Thasos et à Siphono. Mines du Laurion. Colonies grecques du Pont-Euxin. Fondation de Marseille;
- Fours métallurgiques à cheminée d’Agros Sosti;
- Début de la réflexion scientifique et technique à l’école ionienne;
- -585 : Thalès de Milet, savant et technicien;
- Introduction de la vigne en Gaule par les Grecs;
- Tentative de percement de l’isthme de Corinthe;
- Vers –550 : Rhoicos inventeur supposé de la fusion du bronze en moule à cire perdue. Apogée de la céramique grecque à figures noires et début de la céramique à figures rouges. Tunnel de Samos par Eupalinos. Aqueduc de Pisistrate à Athènes;
- -500 : La fécondation artificielle du dattier en Grèce;
- Apparition en Grèce de la meule à broyer conique en pierre;
- Apparition du pressoir à levier et à contrepoids;
- -530 : Premières machines de levage. Traité de Chersiphron et de Métagène (Éphèse). Emploi de la pierre pour l’entablement du temple d’Apollon à Corinthe;
- -513 : Darius fait établir un pont de bateaux sur le Bosphore par l’architecte en fut Mandroclès de Samos. Code impérial de l’État des T’sin gravé sur une marmite de fer tripode;
- Vers –500 : Traité de technique militaire de Zeng Gong Liang. Première enceinte fortifiée d’Athènes.

## Vesiècleav. J.-C.
- Vers –484 : Essor des mines du Laurion. Progrès du puits vertical;
- vers -483 : début de la construction de deux ponts de bateaux entre Abydos et Sestos pour franchir l'Hellespont (Harpagos de Ténédos) :
- Vers –479 : Début de la construction du Pirée;
- Vers –470 : invention légendaire de la voûte par Démocrite d’Abdère. Travaux du lac Copaïs par Cratès (en) de Chalcis. Reconstruction des murs d’Athènes (mur de Thémistocle);
- Entre -470 et –430 : Travaux d’urbanisme d’Hippodamos de Milet et de ses successeurs (Milet, le Pirée, Rhodes…)
- -450 : traité de Poliorcétique d’Énée le Tacticien. Développement du machinisme attribué à Archytas de Tarente : la vis, la poulie, etc. Le premier automate (la colombe volante)
- Moulin à huile en Grèce à meule roulant dans une rigole circulaire de pierre
- -447-432 : le Parthénon
- -437-432 : les Propylées
- -430-410 : L’Érechthéion
- Vers –425 : Artémon de Clazomène ingénieur de Périclès
- Vers –424 –387 : Si Men po fait creuser douze canaux le long de la rivière Chang (affluent du Fleuve Jaune)
- -409 : Hannibal prend Sélinonte avec un important parc de machines de guerre.
- La catapulte
- la diététique et le diagnostic médical. Hippocrate, Cos

## IVesiècleav. J.-C.
- Amélioration des cultures maraîchères en Grèce
- Entre –405 et –367 : Denys Ier tyran de Syracuse développe le machinisme de guerre. Apparition de l’artillerie névrobalistique
- -387 : Platon fonde l’Académie à Athènes
- Introduction du feutre en Chine
- Vers –350 : renforcement des constructions de pierre par des chaînages et des pièces en T (Delphes)
- - 346-328 : Philon d'Athènes construit l’arsenal du Pirée et écrit un traité sur les proportion des temples et un traité de poliorcétique
- -340 : Polyeidos de Thessalie, ingénieur de Philippe de Macédoine perfectionne les machines de guerre
- Entre – 336 et –330 : Campagne d’Alexandrie aidé par les deux ingénieurs Diadès et Charias
- - 335 : Aristote fonde le Lycée à Athènes
- - 312 : l'Aqueduc Appia, premier aqueduc romain
- -305 : Ptolémée Ier Soter roi d’Égypte fonde le Musée et la Bibliothèque d'Alexandrie
- Début de la fabrication du papier en Asie
- Vers –300 : traité d’Agriculture du Carthaginois Magon. Invention de la selle, du mors et fer à cheval en Asie centrale

## IIIesiècleav. J.-C.
- Entre – 300 et –275. Première génération des savants d’Alexandrie : le médecin Hérophile, le physicien Straton de Lampsaque, le géographe Euclide
- Entre –300 et –283 : second échec du percement de l’Isthme de Corinthe
- Entre – 270 et –250 : mécanique appliquée de Ctésibios à Alexandrie : l’orgue hydraulique, la pompe aspirante et foulante, des machines de guerre, la clepsydre. L'hydraule ou premier orgue est le plus vieil instrument à clavier de l'histoire inventé par Ctésibios vers -270
- Vers -283-280 : construction du Phare d'Alexandrie par Sostratos de Cnide
- Vers –290 : début de la construction du temple d’Edfou en Égypte
- - 287-212 : travaux d’Archimède sur le levier, sur l’hydrostatique, sur les machines de guerre
- Entre – 250 et –220 : la syntaxe mécanique de Philon de Byzance. Pneumatiques, automates, clepsydres, machines de guerre. Apparition des engrenages à roues dentées
- Entre – 260 et –220. Seconde génération des savants d’Alexandrie : les astronomes Aristarque et Conon de Samos. Le géographe Ératosthène, le médecin Érasistrate
- Brocard de soie en Chine
- -234-149 : Caton l'Ancien. Traité d’économie rurale. Traités d’agriculture des Sarsena père et fils
- Vers – 217 : achèvement de la Grande Muraille de Chine
- Découverte de la fabrication du papier en Chine
- -87 : Machine d'Anticythère, la première machine connue à entrées et sorties, permettant de prévoir les éclipses. -87 av. J.-C.[13].
- La jambe de Capoue est découverte en Italie en 1885 (prothèse romaine).

## IIesiècleav. J.-C.
- Vers – 150 : Syntaxe mécanique où Héron d'Alexandrie reprend tous ses devanciers, les affine et les complète. Première arme à lame d’acier (arbalète)

## Iersiècleav. J.-C.
- Aqueduc de Pergame avec deux siphons
- Apparition du verre soufflé

- - 116-27 : traité d’agriculture de Varron.
- Adoption du soufflet pour les fours métallurgiques dans les territoires romains
- En Italie, multiplication de l’outillage, apparition du rabot, de la scie à cadre, des ciseaux à pivot, de la vrille, de la fraise, du vilebrequin, des limes, du soufflet à déplacement angulaire
- Vers –103 : Canal de Marius entre Arles et Fos
- Apparition du lapin en Italie. Différenciation des races de gallinacés. Incubation artificielle. Apparition du canard domestique
- Vers –50 : Sur les machines d’Athénée le Mécanicien
- -38 : Moulin à eau dans le palais de Mithridate à Cabire dans le Pont
- Pressoir à vis
- -58-51 : Conquête de la Gaule. Navires à simple bordé
- -45 : Le calendrier julien
- -30 : Traité d’agriculture de Columelle. De Architectura de Vitruve
- -27 : Utilisation de la coupole au Panthéon
- Vers – 20 : Apparition du verre soufflé à Rome

## Iersiècle
- Ier siècle. La « charrue » gauloise, araire à roues, pénètre dans la plaine du Pô.
- 12 : percement du canal de Drusus reliant le Rhin à la mer du Nord.
- 85 (?) : première utilisation en Chine de la poudre pour des feux d'artifice.
- Rouet à main en Chine qui importe chanvre et lin du Turkestan.
- Vers 47-48 : canal de Corbulo entre Rhin et Meuse.
- 52 : achèvement de l’aqueduc dit de Claude à Rome. Œuvre de Pline l'Ancien. Poliorcétiques d'Apollodore de Damas.
- 97 : traité des aqueducs de Frontin.

## IIesiècle
- Verre translucide romain.
- Barrage voûte de Glanum.
- Noria hydraulique d’Apamée en Anatolie.
- Attelage moderne du cheval sur un bas-relief han.

## IIIesiècle
- Début de la sélection des chevaux chez les Sassanides.
- Apparition du houblon en Europe occidentale.
- Moulins de Barbegal en Provence.
- Décoration du verre à feuilles d'or dans les vallées de la Moselle et du Rhin, en Calabre, à Chypre.
- Apparition du peigne de tisserand en Occident.

## IVesiècle
- Introduction du coton en Chine.
- Introduction du savon d'origine gauloise à Rome.
- Usage de la brique cuite chez les Mayas.
- Voûtes chez les Mayas : aqueducs et égouts.
- 395 : séparation de l’Empire d’Occident et de l'Empire d’Orient (modification dans la maîtrise de l’espace).

## Vesiècle
- Adaptation du chameau au travail par les Arabes.
- Traité d’organisation militaire de Végèce.
- Fabrication du cinabre artificiel (vermillon).
- Usage de l’oxydation de l’arsenic en Europe.
- Apparition en Chine des proto-porcelaines.
- 476 : fin de l’Empire d’Occident.
- Développement de la culture de la garance en Gaule.
- Les premiers alliages de fer résistant à la corrosion furent coulés dès l’Antiquité : le pilier de fer de Delhi, érigé sous ordre de Kumarâgupta Ier au Ve siècle.

## VIesiècle
- Vers 552 : introduction de l’élevage du ver à soie à Constantinople.
- 533-546 : premier traité chinois d’agronomie par Kia Sseu-sie.
- 581 : construction de Lo-Yang, creusement du grand canal sous les Sui.
- Technique du moulage des céramiques dans la vallée de Mexico.
- Technique de l’alliage or-cuivre dans les Andes.

## VIIesiècle
- Moulins à vent sur les plateaux iraniens.
- Navire de guerre de Sutton Hoo (Angleterre).
- Élaboration d’un réseau routier au Yucatan.
- Début de la soudure dans les Andes.
- 642 : prise d’Alexandrie par les Arabes.
- Apparition des navires marchands scandinaves (le Knörr (pluriel knerrir)).
- Apparition de l’étrier qui modifie de façon importante l’équitation.
- L’imprimerie entre 618 et 907 en Chine.

## VIIIesiècle
- Culture du coton en Espagne.
- Utilisation du chanvre pour la confection des vêtements en Europe occidentale.
- Ateliers métallurgiques de Zelechovice (Bohême), fours à argile réfractaire et à soufflage artificiel.
- Début de la poterie vernissée médiévale (enduit transparent à base de plomb).
- 770 : débuts de la xylographie en Chine pour la diffusion des textes bouddhiques.
- Premiers socs asymétriques en Tchécoslovaquie.
- Norias élévatoires de Hama sur l’Oronte.
- Essor du ver à soie en Sicile et en Espagne.

## IXesiècle
- Bateau d'Oseberg (Norvège) à quille cintrée, mât et voile.
- Apparition de la ferrure à clous pour les chevaux en Occident et à Byzance.
- Usage de la selle à arçons et du mors de bride à branche et à gourmettes.
- Entre 814 et 840 : travaux des premières levées de la Loire.
- Vers 850 : apparition en Europe de l’artillerie à contrepoids (trébuchet).
- Vers 880 : voile latine triangulaire sur les navires de la méditerranée, fractionnement de la voilure et multiplication du nombre de mâts.

## Xesiècle
- Production du sel à Salins, galeries voûtées et chaudières.
- Piliers serpentiformes de la vallée de Mexico.
- Colonnes en pierres assemblées des Toltèques.
- Utilisation systématique des alliages en Colombie (alliages binaires).
- Compilations militaires et mécaniques de Léon le Sage et Constantin Porphyrogénète : Héron de Constantinople.
- Moulins à vent dans la région de Tarragone.
- Apparition du collier d’épaule en Europe occidentale.
- Charrue à versoir en Europe de l’Ouest.
- Auges à teiller le lin en Europe.
- Diffusion du kapok en Chine.
- Traité chinois de charpenterie de Yu Hao.
- 929 : Abd al-Rahman III sultan et calife de Cordoue. Jardins botaniques et d’expérimentation. Littérature technique agricole. Charrue à avant-train généralisée.
- Barrage du Rio Segura commandant la Huerta de Murcie.
- Développement de l’activité minière dans la région de Goslar. Premières chartes minières (?).
- Bateau de Gokstad en Norvège.
- Premiers essais de vitraux en France et en Italie.
- 994 : Langeais, premier donjon de pierre.

## XIesiècle
- Vers 1000 : culture du riz aquatique en Chine ; usage généralisé de la quenouille à Gdansk puis en Allemagne. Chaîne et trame à fils de torsion identique.
- Vers 1000 : mise au point de la boussole par les Chinois.
- Utilisation de l’alambic pour la distillation de l’alcool à Salerne.
- 1029 : premier comptoir normand en Italie du Sud.
- Essor du vitrail.
- La variolisation.
- 1043 : roues élévatoires de Tolède.
- Utilisation de colorants minéraux.
- Le bronze à Tiahuanoco.
- 1041-1048 : Pi Cheng invente la typographie à caractères mobiles.
- Vers 1050 : essor des ateliers de bronze à Constantinople.
- Premiers moulins à bière, moulin à sucre au Maroc.
- Début des métiers à tisser à marches en Flandres.
- Premiers moulins à chanvre. Premier moulins foulons en Normandie et dans le Piémont italien.
- 1061 : pagode de fonte de la province de Hobei.
- 1073-1077 : tapisserie de Bayeux.
- 1085 : reconquête de Tolède.
- 1088 : tour horloge de Kaifeng par Su Song.
- Vers 1090 : machine à dévider la soie en Chine.
- 1096 : début de la première croisade. Apparition des châteaux mobiles aux extrémités des navires.
- Vers 1100 : four à masse, à marche continue, foyer de grès, en puits et soufflerie (Landerthal en Rhénanie). Traité chinois d’architecture de Li Jie.

## XIIesiècle
- Vers 1100 : le boulier Chine.
- Expansion en Europe de l’attelage moderne : collier d’épaule, bricole, dispositif en file.
- Diffusion du métier à tisser horizontal en Scandinavie.
- Expansion du moulin à eau.
- Développement de l’industrie minière. Galeries en Dauphiné et dans les Pyrénées.
- Débuts de la technique du verre à Venise.
- Utilisation des briques cuites à trous dans les constructions cisterciennes.
- Métier catalan à tisser la futaine et son expansion en France et en Italie.
- diffusion du papier par les arabes en Méditerranée
- Culture du pastel en Languedoc et en Picardie, du sorgho en Italie du Nord et en France méridionale.
- Métiers à pédales en Chine.
- Vers 1100 : début de l’empire Inca.
- Le Diversarum artium schédula du moine Théophile (arts d’ornement).
- Début de l’assolement triennal.
- 1102 : premier document sur papier en Sicile.
- 1103 : travaux de régularisation du cours de l’Elbe par des Hollandais appelés par l’évêque de Brême.
- Vers 1120-1125 : moulins à marée des barres de l’Adour.
- Vers 1122 : voûtes d’ogives du déambulatoire de Morienval.
- 1126 : premier puits artésien connu en France (collégiale de Lillers).
- 1130 : début de la construction de la cathédrale de Sens, l’une des plus anciennes cathédrales gothiques.
- 1139 : le Concile de Latran interdit l’arbalète, jugée trop meurtrière.
- Développement de l’urbanisation.
- 1140 : reprise de l’industrie sidérurgique dans toute l’Europe occidentale.
- Moulin à tan.
- Introduction en Europe du papier.
- Vers 1150 : début de la croissance démographique. Début des grands deffrichements et de la culture extensive en Europe.
- Multiplication et diversification des outils.
- 1160 : premières digues de la Loire vers Saumur. Premières digues contre la mer en Hollande.
- 1160 : production d’acide nitrique, seul acide connu du Moyen Âge.
- Moulins à aiguiser (Normandie, Beauvaisis).
- 1180 : premier moulin à vent en Normandie.
- Vers 1184 : début du pavage des rues de Paris.
- 1184-1189 : Pont de pierre de Lou Kou Kiao à onze arches dit de Marco Polo.
- 1192 : premier moulin à fer en Suède.
- 1198 : emploi de la houille dans les forges.
- 1199 : navire viking de Dunwich avec châteaux permanents. Navire de La Rochelle : voilure à ris.

## XIIIesiècle
- Barrage-voûte de Saveh (Iran).

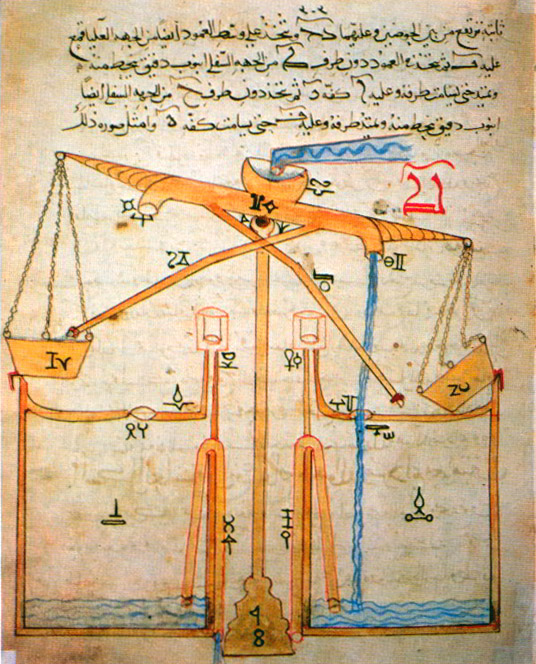
Al-Jazari, livre du XIIIe siècle, Bibliothèque Süleymaniye, Istanbul

- Poursuite du développement de l’outillage. Apparition de la grande hache à abattage. Diversification des rabots.
- La soude remplace la potasse dans la fabrication du verre.
- Vers 1200 : généralisation de l’emploi de la boussole marine en Occident.
- Vers 1210 : album d’agriculture en Chine. Album de tissage en Chine. Première représentation figurée du rouet à main.
- Sceau d’Ipswich : première représentation du navire appelé Kog.
- Apparition du palonnier.
- Vers 1215-1230 : traité d’Al Jazari sur les automates et les clepsydres.
- Vers 1224 : introduction du rouet à Venise et en France.
- Forme primitive du moulinage du fil de soie.
- Cardage par points métalliques (vitrail de Chartres).
- Technique de la broie pour le chanvre et le lin.
- Moulin à moutarde en Forez. Moulins à pastel à Namur.
- 1226 : le plus ancien recensement de population conservé à Pistois (Italie).
- 1231 : les Chinois inventent la grenade.
- 1232 : la fusée est utilisée par les chinois contre les Mongols à la bataille de Kaifeng.
- Tour à poulie à deux pédales (vitrail de Chartres vers 1240).
- Vers 1240 : sceau d’Elbing avec un navire à beaupré et gouvernail d’étambot.
- Moulins à papier à Xàtiva (Espagne).
- Vers 1250 : métier à tisser à deux ouvriers en Flandre.
- Vers 1250-1254 : traité d’hippiatrie de Giordano Ruffo.

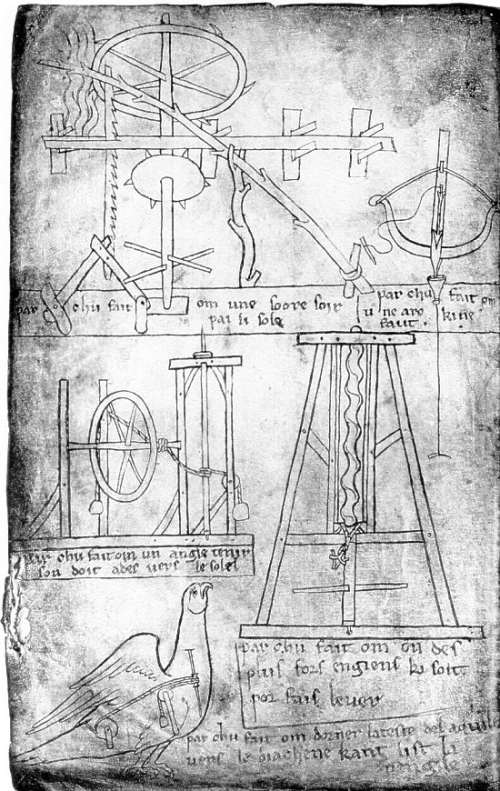
Extrait du carnet d’ingénieur de Villard de Honnecourt : vérin, scie hydraulique, l’ange mobile (mécanisme), aigle articulé

- Traités anglais d’agriculture Seneschancy, Husbandry.
- 1257 : aqueduc de Sulmone.
- 1259 : premiers canons chinois.
- Dessins mécaniques de Villard de Honnecourt.
- Mention chez Pierre de Maricourt d’un miroir en verre.
- Vers 1260 : moulin à scier le bois de Villard de Honnecourt.
- 1261 : astrolabe de Pierre de Maricourt.
- Vers 1261-1267 : distillation de l’alcool de grains sous les Yuan en Chine.
- Tour à perche (France).
- Vers 1266 : livre des métiers d’Étienne Boileau.
- 1268 : navires marchands vénitiens et génois : deux mâts, voiles latines, château de poupe, gaillard d’avant.
- 1269 : compas de navigation de Pierre de Maricourt.
- 1272 : moulins hydrauliques à retordre la soie.
- 1275 : phare de Brindisi.
- 1284 : première description du turquet (maïs). Arrivée en Occident du sarrasin. Naissance de la charrue tourne-oreille en Belgique (présence du pleyon).
- 1285 : apparition des lunettes pour presbytes et hypermétropes.
- Transfert à Murano des ateliers de verriers vénitiens.
- 1287 : affaissement du Zuiderzee.
- 1287 : la brouette.
- 1293 : mutations monétaires.

## XIVesiècle
- Généralisation de l’assolement triennal. Expansion du froment. Recul du millet.
- Barrage-voûte de Kebar en Iran.
- Le Livre des métiers d’Ypres : métiers à quatre marches et deux ouvriers.
- Vers 1300 : diffusion du dévidoir, du rouet à canetter, de l’ourdissoir à dents.
- 1308 : pont Valentré à Cahors.
- 1313 : traité chinois d’agriculture de Wang Tchen.
- 1315-1317 : famines. Traité d’agriculture de Pierre de Crescent.
- Vers 1320 : premiers canons en Europe occidentale. Premières horloges mécaniques à poids.
- 1327 : Première représentation d’un canon dans le De officiis regum de Walter de Milmete.
- Vers 1311-1323 : premiers fourneaux à soufflets hydrauliques en sidérurgie.
- 1327-1330 : recueil de machines de guerre de Guido da Vigevano.
- 1330 : technique du verre à « la couronne » en Normandie.
- Apparition du bronze sur la côte nord du Pérou.
- 1337 : début de la guerre de Cent Ans.
- 1343 : diffusion de la technique du cardage.
- 1346 : ordonnance royale sur l’administration des forêts de France. Krach des banques italiennes.
- 1347 : début de la grande peste. Usage de la boussole dans les mines de Massa.
- Vers 1350 : premières caisses de voiture suspendues.
- 1351 : les automates de la cathédrale d’Orvieto.
- Vers 1352 : Traité des horloges de Giovanni di Dondi.
- Apogée de la porcelaine chinoise chez les Ming.
- 1375 : Atlas catalan de Charles V.
- Vers 1377 : cardage de la trame et de la chaîne en France.
- 1379 : traité de bergerie de Jean de Brie.
- Vers 1391 : premier moulin à papier à Nuremberg.
- 1391-1398 : percement du canal de Stecknitz à l’Elbe (canal Elbe-Lübeck) ; franchissement d’une ligne de partage des eaux.
- 1394 : canal de Niort à l’Océan.
- 1395 : écluses des canaux de Milanais.
- 1396 : première représentation d’un char à quatre roues à avant-train mobile.
- 1398 : traité de Chen Ki-Souen sur l’encre d’imprimerie.

## XVesiècle

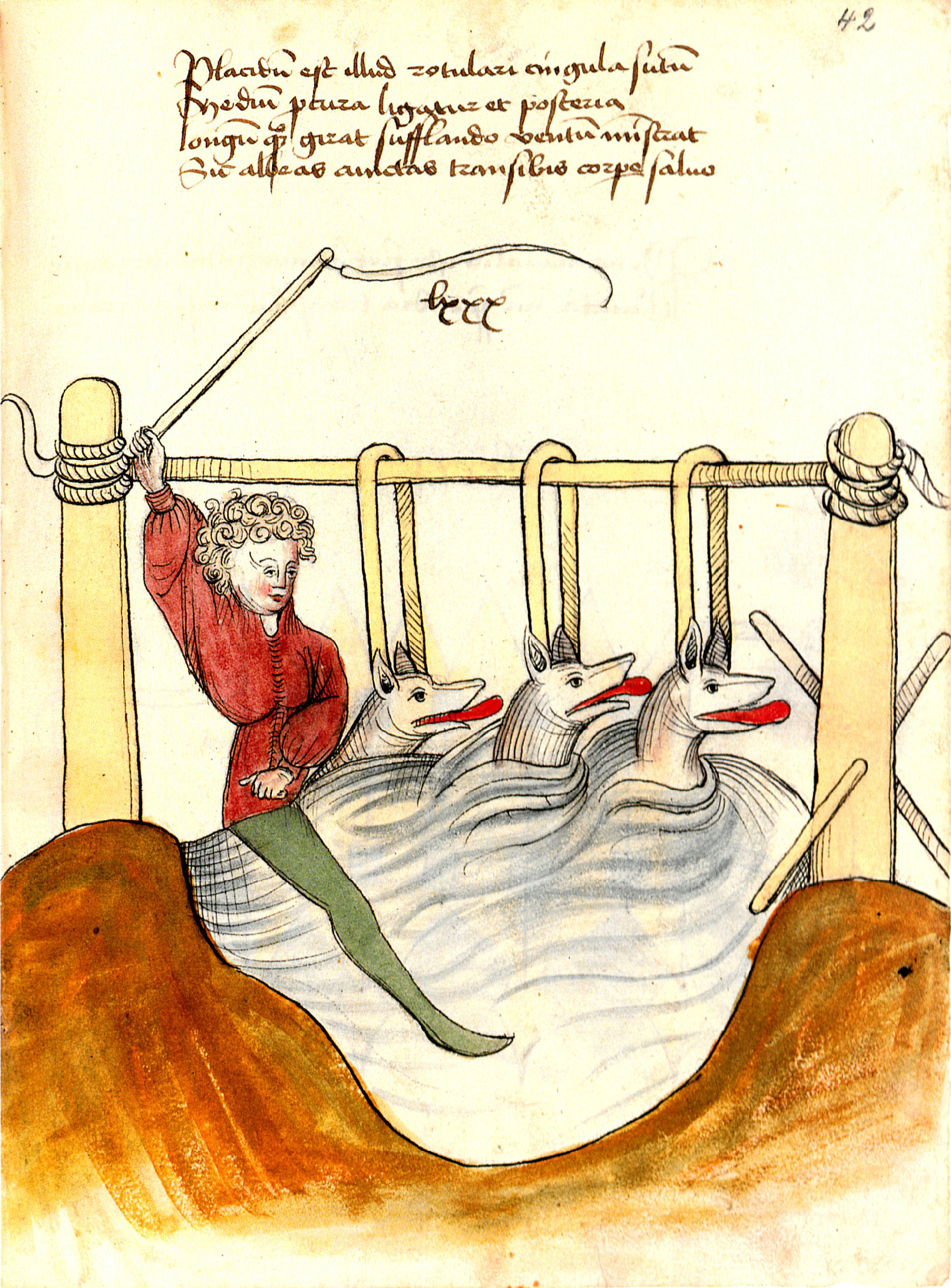
Bellifortis de Konrad Kyeser
Depuis l'antiquité, les ingénieurs militaires proposent des systèmes ingénieux pour traverser les rivières

- Début du moulin à vent à toit tournant. Premiers moulins d’épuisement de l’eau en Hollande.
- Extension de la culture du sainfoin en Italie puis en France.
- Exploitation de l’alun romain.
- Essor des techniques de la faïence à Faenza.
- L’arbalète à cric remplace celle à tour.
- Premières lunettes à verres divergents.
- Amériques : Les Aztèques taillent le cristal de roche.
- 1403 : premiers caractères métalliques d’imprimerie en Corée.
- 1405 : Bellifortis de Konrad Kyeser.
- Premières armes à feu portatives.
- Filippo Brunelleschi réalise la coupole de Florence et invente des machines.
- Vers 1410 : première représentation du système bielle-manivelle.
- Vers 1420 : premières caravelles portugaises (trois voiles latines et misaine rectangulaire).
- 1423 : horloge astronomique de Bourges par Jean Fusoris.

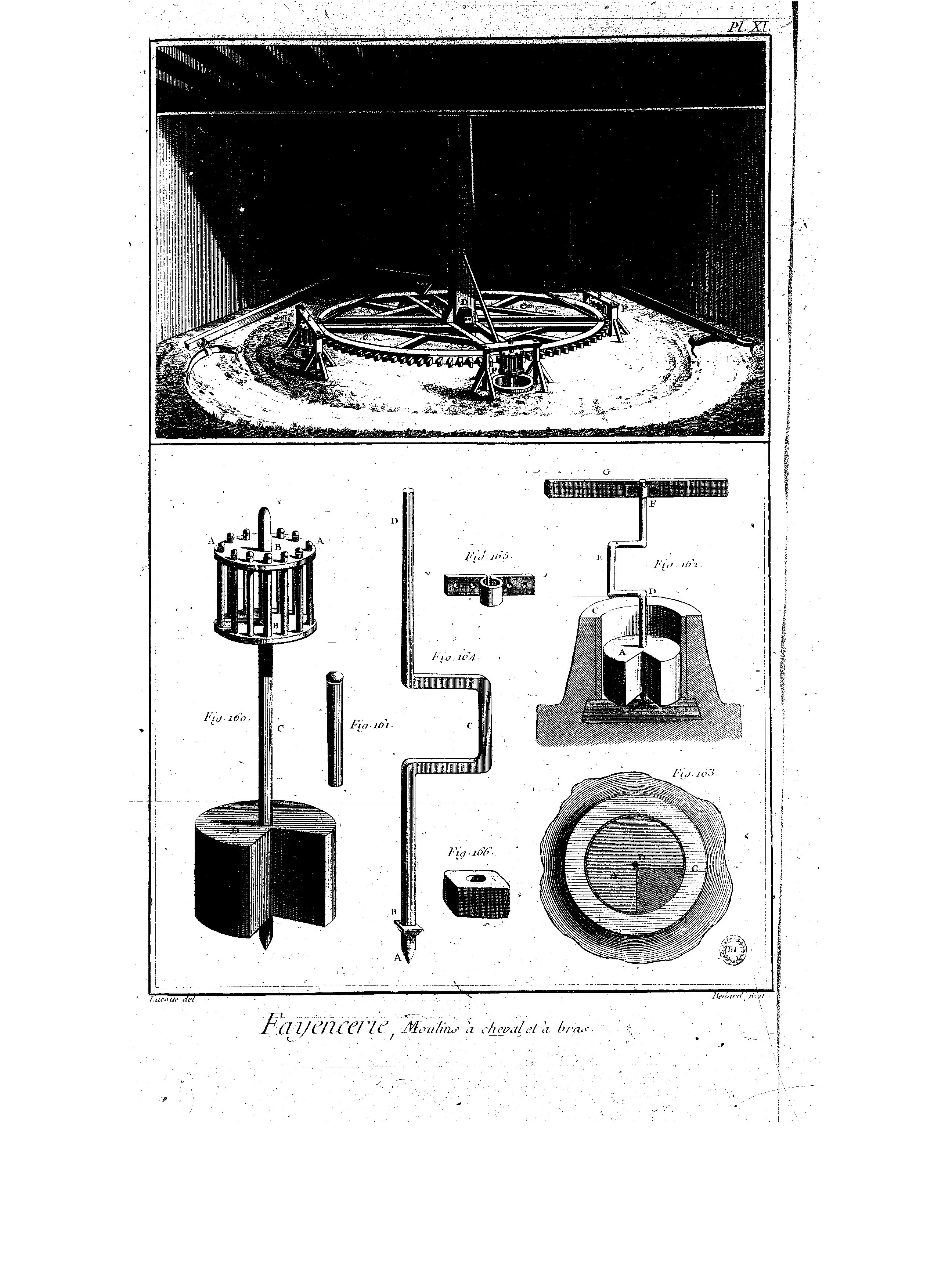
Moulin à bras. Le système bielle-manivelle permet l’apparition d’un machinisme d’un genre nouveau

- Vers 1430 : manuscrit dit « de la guerre hussite ». Moulins hydrauliques, machines à forer, à polir, système bielle-manivelle à volant d’inertie.
- Vers 1434 : premiers travaux d’impression de Gutenberg à Strasbourg. Caractère mobile d’imprimerie fabriqué en plomb vers 1440.
- Vers 1334 : introduction en Toscane du mûrier blanc du Levant.
- Vers 1435 : création des polders eu Zuiderzee.
- Vers 1437 : Libro dell'arte de Cennino Cellini : technique des colorants et des dorures.
- Vers 1438 : exploitation par Jacques Cœur des mines du Lyonnais.
- 1438-1446 : construction de la Rocca Malestina à Rimini.
- 1440 : début de l’aménagement de la côte vénitienne.
- 1447 : aménagement du port de Naples.
- 1449 : érection des digues de protection à Mayence. Traité des machines de Mariano Taccola.
- Vers 1450 : nouveau départ dans la plupart des mines d’Europe centrale avec un machinisme développé.
- Vers 1450 : L’arquebuse à mèche apparait
- 1450 : atelier de Gutenberg à Mayence.
- 1452 : mineurs de Bohême et de Hongrie appelés en Angleterre. Les Basques commencent d’exploitation des bancs de morue.
- 1453 : prise de Constantinople par les Turcs.
- Vers 1455 : Bellicorum Instrumentorum Liber de Jacomo Fontana. Machines diverses.
- 1460 : culture du sarrasin en Normandie puis en Bretagne. De re militari de Roberto Valturio.
- 1460-1464 : Trattato d'Architettura du Filarète.
- 1461 : François de Surienne réforme dans un sens moderne les fortifications de Dijon et de Fougères. Début du développement du réseau routier français.
- 1464 : première imprimerie italienne à Subiaco.
- 1466 : légumes « améliorés » des jardins italiens : l’artichaut, la carotte, le haricot vert, le chou-fleur.
- 1468 : reprise de la régularisation du cours de la Loire et d’un certain nombre de ses affluents.
- 1469 : Francesco di Giorgio Martini ingénieur des eaux à Sienne.

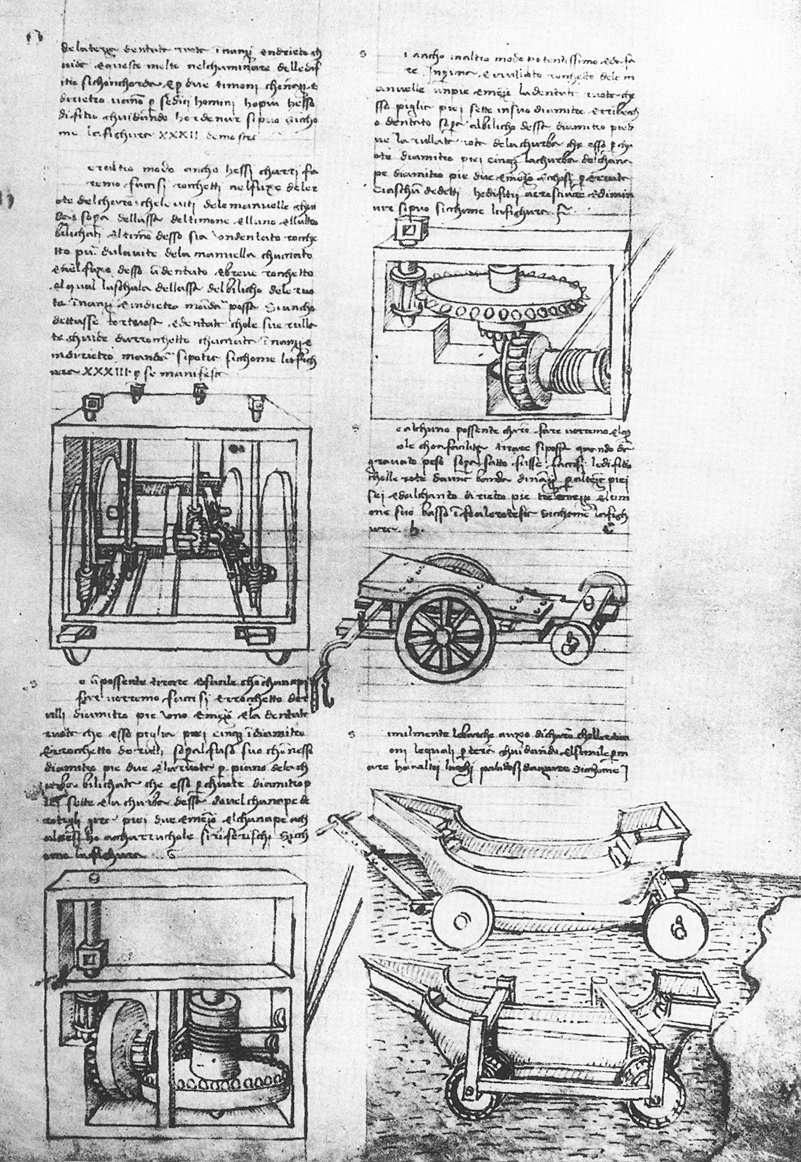
Extrait du carnet d’ingénieur de Francesco di Giorgio Martini - 1470

- 1470 : Guillaume Fichet installe l’imprimerie à la Sorbonne. Première représentation en Allemagne d’un rouet à ailettes.
- 1471 : impression de Pierre de Crescent. Impression de Végèce.
- 1472 : impression de Roberto Valturio. Impression des agronomes latins.
- 1474 : premier haut fourneau à Nassau (?).
- Vers 1475 : traité d’architecture civile et militaire de Francesco di Giorgio Martini. Passage lent à la fortification moderne. Traité de mécanique de Francesco di Giorgio Martini : régulateur à boules, turbines hydrauliques ; appareils de levage et diffusion du système bielle-manivelle.
- 1476 : William Caxton introduit l’imprimerie en Angleterre.
- 1484 : mineurs hongrois et saxons en Russie. Perfectionnement du machinisme minier, pompes, treuils à mouvements réversibles, chariots et rails de bois.
- 1478-1480 : percement du tunnel du Viso entre l’Italie et la France.
- 1480 : impression de Frontin.
- 1481 : construction d’écluses sur le Piovego par les Vénitiens.
- 1482 : lettre de Léonard de Vinci à Ludovic Sforza. Premiers dessins.
- 1485 : publication de De re aedificatoria d’Alberti.
- 1492 : Christophe Colomb atteint d’Amérique. Prise de Grenade.
- 1492, au Portugal : premier globe terrestre réalisé par le Bavarois Martin Behaim. Il mesure 51 cm de diamètre et est recouvert de cuir et de parchemins.
- 1498 : importation de la cannelle en Europe par Vasco de Gama.

## XVIesiècle

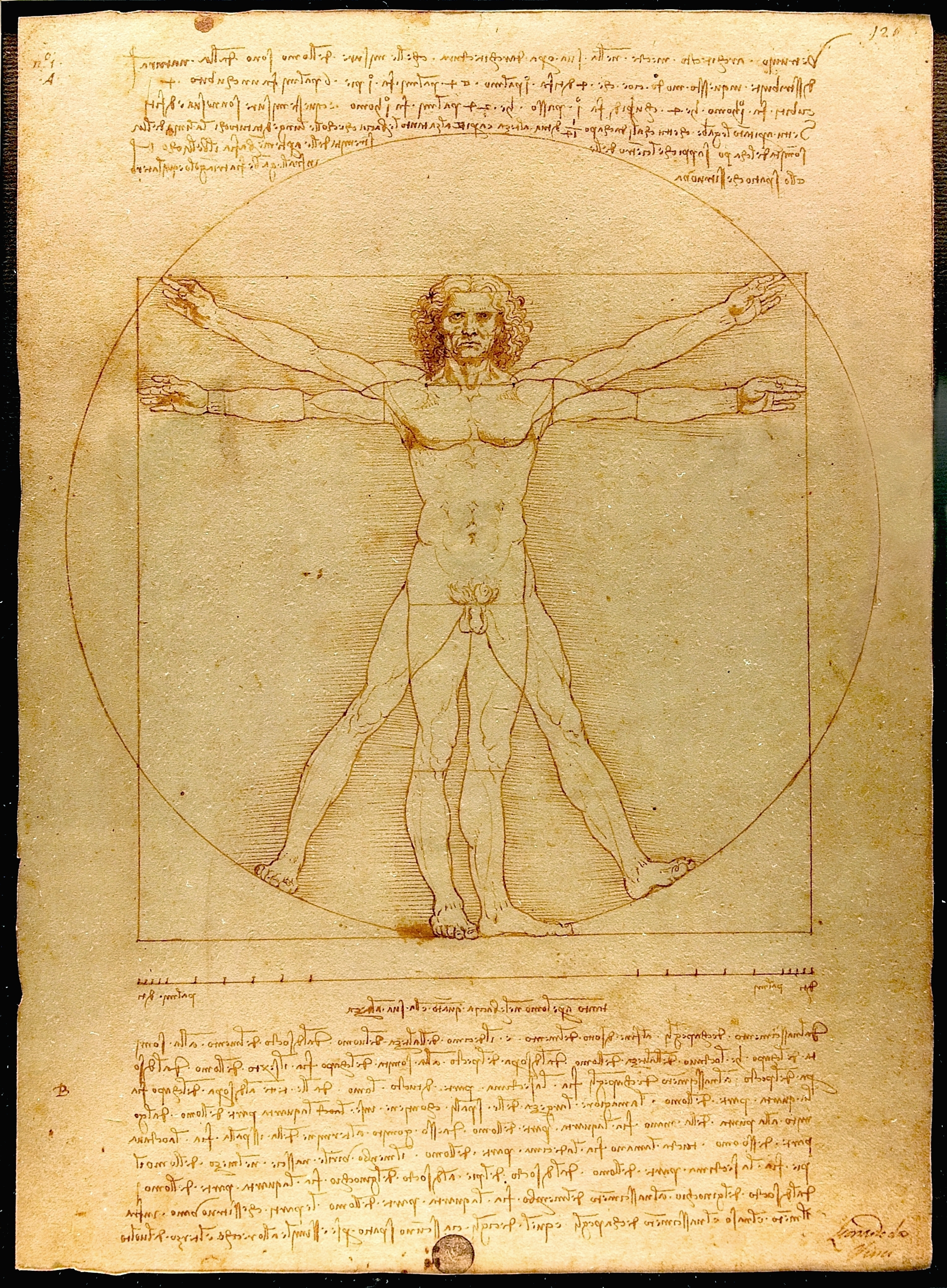
L’homme de Vitruve de Léonard de Vinci, figure emblématique de l’Ingénieur de la Renaissance.

- Bois exotiques fournisseurs de teinture.
- Mise au point des techniques de préparation des acides sulfurique et chlorhydrique.
- 1500 : Liber des Arte distillandi, traité de distillation de Hier Brunschwygk (Strasbourg).
- 1500 : le parachute, le char d’assaut, le pont mobile inventés par Léonard de Vinci
- Vers 1500 : presse à vis de bois de l’imprimeur allemand Mathieu Husz à Lyon. Machines volantes de Léonard de Vinci.
- 1503 : invention du miroir vénitien.
- 1505 : Le Bergbüchlein d’Ulrich von Kalbe à Augsbourg, sur les filons miniers.
- 1509-1509 : fortifications de Padoue et de Trévise par Giovanni Giocondo.
- Vers 1509-1511 : études de fortification et de machines de Giuliano da Sangallo.
- 1516 : l’ingénieur Girolamo Bellarmati commence la construction du Havre.
- 1518 : importation de la cochenille du Mexique pour la teinture des étoffes.
- 1519-1522 : voyage de Magellan autour du monde.
- 1520 : hacquebute à fourchette, ancêtre du fusil.
- 1521 : fortification de Rhodes.
- 1523 : traité d’agriculture de l’Anglais Anthony Fitzherbert.
- 1524-1529 : fortifications de Troyes.
- 1527 : construction par Michele Sanmicheli du bastion de la Madeleine à Vérone, premier bastion moderne. Traité de fortifications d’Albrecht Dürer. Première utilisation de la poudre dans les mines de Schemnitz.
- 1528-1562 : aménagement des branches de la Vistule par des ingénieurs hollandais.
- Vers 1530 : Benvenuto Cellini invente le balancier monétaire.
- 1530 : La Maison rustique de Charles Estienne
- À partir de 1530-1540 : apport en Europe des végétaux alimentaires d’Amérique, pomme de terre, haricot, tomate… et de quelques animaux (dindon). Envoi en Amérique de plantes de l’ancien continent (canne à sucre, café...) et d’animaux (cheval).
- Vers 1530 : manuscrit des mines de Sainte-Marie-aux-Mines : wagonnets sur rails de bois, boisage.

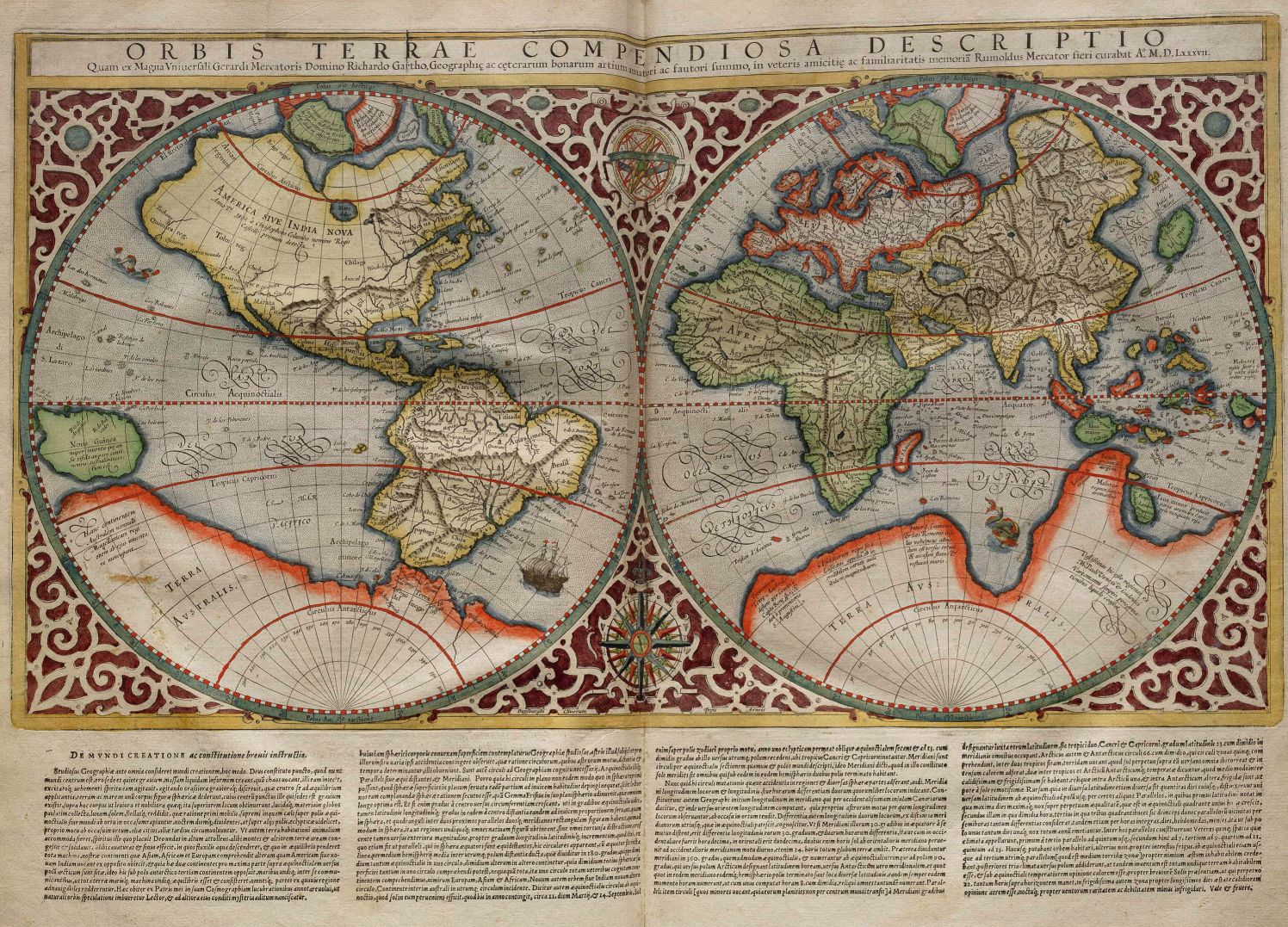
Carte du monde dessinée par Rumold Mercator d'après celle de son père Gerardus Mercator

- 1537-1538 : premiers travaux de Gerardus Mercator.
- 1546 : fondation de la manufacture de tapisserie de Florence.
- 1533 : jardin botanique de Padoue.
- 1539 : traité d’agriculture de l'Espagnol Alonso Herrera.
- 1540 : La Pirotechnia de Vannoccio Biringuccio, traité de métallurgie. Création par Pierre Belon du jardin botanique de Touvoie près du Mans.
- 1543 : jardin botanique de Pise.
- 1544 : ordonnance royale régissant les coupes dans les forêts françaises.
- 1546 : traité d’agriculture de l’Italien Luigi Alamanni
- Vers 1550 : tréfilerie hydraulique du fer. Vers la standardisation des caractères d’imprimerie et de composition typographique.
- Évolution du mobilier : armoire à deux portes, chaise à accoudoirs, Lit à colonnes.
- Mise en service du galion sur l’Atlantique.
- Vers 1550-1561 : invention de la lumière d’acier pour la mise à feu des canons.
- Barrages d’Almansa et de Tibi pour l’irrigation du Sud de l’Espagne.
- 1550, mines de Leberthal en Alsace France : le chariot sur rail 1er (non motorisé).
- 1551 : premier brevet d’importation en France donné au maître verrier Thesco Mutio.
- 1556 : De re metallica[14] de Georgius Agricola, traité de mine et de métallurgie.
- Vers 1559-1561 : Jean Nicot introduit le tabac en France.
- Vers 1560 : culture du haricot par Valeriano à Belluno.
- 1561 : premier observatoire à dôme tournant.
- 1563-1589 : travaux de Bernard Palissy : faïences enduites d’émail plombifère.
- 1565-1567 : traités de Benvenuto Cellini sur l’orfèvrerie et la sculpture.
- 1568 : suspension à ressorts des caisses de voitures en Allemagne.
- 1569 : le premier Théâtre de machines par Jacques Besson.
- 1570 : vaisseaux « race-built » de Richard Chapman, Peter Pett et Matthew Baker.
- 1577 : première mention du loch en Angleterre.
- Développement de l’usage du laminoir dans la région de Liège.
- 1581 : premier brevet d’invention hollandais accordé à Galilée pour un « édifice à soulever les eaux et irriguer les terres ».
- 1585-1590 : l’Atlas de Mercator.
- 1588 : théâtre de machines d’Agostino Ramelli.
- 1589 : invention du métier à tricoter les bas par William Lee.
- vers 1590 en Italie, la lunette astronomique ou 1608 en Europe du Nord - invention anonyme.
- le microscope en 1590 par Zacharias Janssen.
- 1596 : ville neuve de Nancy par Hieronimo Citoni.
- 1598 : nouvelle citadelle d’Amiens par Jean Errard. Généralisation de l’avant-train mobile, bandages frettés à chaud sur les roues des voitures.
- 1599 : La Cueillette de la soie par Olivier de Serres.

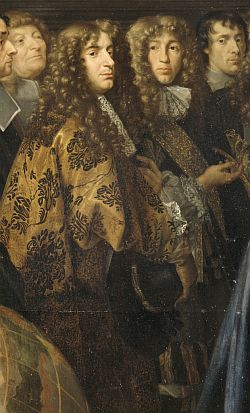
Portrait probable de Christiaan Huygens, détail de l’Établissement de l’Académie des Sciences et fondation de l’observatoire, 1666

- 1600 : Théâtre d’agriculture d’Olivier de Serres. Simon Stevin construit un chariot à voile pour Maurice de Nassau.

## XVIIesiècle
- 1602 : fondation de la manufacture des Gobelins.
- 1604 : métier à la barre de Van Sonnevelt, d’Hondschoote.
- Vers 1605 : automates des grottes du Château-Neuf de Saint-Germain-en-Laye.
- 1620, le sous-marin par le scientifique hollandais Cornelis Drebbel testé dans la Tamise.
- 1623 : Wilhelm Schickard dessine une machine à calculer qui restera inconnue jusqu'en 1957.
- 1624 : statut des monopoles anglais, début du droit des brevets.
- 1627 : Le Théâtre de l’art du charpentier et La Fidelle ouverture de l’art du serrurier de Mathurin Jousse.
- 1628 : le service du cadastre en Suisse est chargé d’établir les plans des mines.
- 1629 : Théâtre de machine de Giovanni Branca (jouet à vapeur).
- 1629 : Premier traité de construction navale par Joseph Furttenbach.
- 1630 : procédé Drebbel de teinture rouge pour la laine.
- Vers 1630 : perfectionnement définitif des armes à feu à pierre.
- 1631 : début des travaux de Versailles.
- 1633 : établissement des premiers plans miniers en Saxe.
- 1635 : jardin des plantes de Paris.
- 1637-1638 : nouveaux types de navires avec la Sovereign of Sea de Phineas Pitt et la Coûronne.
- 1640 : traité de métallurgie de l’Espagnol Alvarez Alonso Barba.
- 1642 : Blaise Pascal invente la machine à calculer.
- 1643 : le baromètre inventé par Evangelista Torricelli.
- 1651 : machine pneumatique d’Otto von Guericke.
- 1657 : horloge cycloïdale de Christiaan Huygens.
- 1659 : machine pneumatique de Robert Boyle.
- Vers 1660 : progression des techniques du polissage du verre.
- 1664 : John Forster incite les fermiers anglais à cultiver la pomme de terre.
- 1665 : le Metallum Martis décrit les travaux de Dudd Dudley sur la fabrication de la fonte.
- 1666 : fondation de la manufacture du château de Madrid à Neuilly-sur-Seine par Jean Hindret pour le tissage des bas de soie. Première machine à combustion interne de Christiaan Huygens.
- 1666-1681 : creusement du canal du Midi par Pierre-Paul Riquet.
- 1667 : L’Hydrographie du Père Fournier, premier grand traité sur la marine.
- 1672 : première machine de production continue d’électricité statique par Otto von Guericke.
- 1675. France : L’Académie des sciences est chargée d’élaborer un traité de mécanique et une description des arts. Jean Picard met au point le niveau à lunette. Régulateur à spirale pour les horloges de Huyghens.
- 1677 : Théorie de la construction des vaisseaux du père Hoste.
- 1678 : machine à friser les draps à Troyes. Projet de métier à tisser mécanique de De Gennes.
- 1679 : le digesteur de Denis Papin.
- 1681-1884 : construction de la machine élévatoire de Marly.
- 1685 : fondation de la manufacture de Saint-Gobain.
- 1690 : machine à vapeur de Denis Papin à Cassel. Création du Corps du Génie par Vauban.
- 1697 : ordonnance sur l’éclairage public des villes de France.
- 1698 : machine à vapeur de Thomas Savery

## XVIIIesiècle

La spinning-jenny de James Hargreaves, 1765

- 1704 : traité de Vauban sur l’attaque et la défense des places.
- 1705 : première description d’une lampe à décharge par Francis Hauksbee
- 1707 : machine atmosphérique à piston flottant de Denis Papin.
- 1709 : début de l’emploi du coke en sidérurgie.
- 1712 :
  - machine atmosphérique de Thomas Newcomen. Études de Réaumur sur les propriétés de l’acier.
  - Premiers essais et brevet de la machine à écrire d’Henry Mill.
  - machine à vapeur : premières « pompes à feu » en France
- 1717-1734 : découverte et mise en application du bassin houiller d’Anzin.
- 1718 : le thermomètre au mercure par Gabriel Fahrenheit
- 1721 : cloche à plongeur de Halley.
- 1724 : fondation de l’École des mines de Freiberg en Saxe.
- 1725 : métier à cartes perforées en accordéon de Basile Bouchon.
- 1728-1740 : encyclopédie de Chambers.
- Vers 1728 : métier à tisser de Falcon issu de celui de Basile Bouchon.
- 1730 : le sextant inventé indépendamment par deux personnes : John Hadley un mathématicien anglais, et Thomas Godfrey (1704-1749), un inventeur américain.
- 1731 : traité d’agriculture de Jethro Tull.
- Vers 1733 : machine à filer de John Wyatt et de Lewis Paul à Birmingham.
- 1735 : navette volante de John Kay (industrie textile). Expansion de la fonte au coke.
- 1736 : navire à vapeur de Jonathan Hulls.
- 1737 : chronomètre de marine (H1) de John Harrison
- Vers 1740-1750 : fabrication de l’acier au creuset par Benjamin Huntsman à Sheffield.
- 1741 : premier pont à bascule (à leviers composés) de John Wyatt à Birmingham.
- Développement des prairies artificielles.
- 1744 : premiers essais de Vaucanson pour son métier à tisser la toile et le taffetas. John Kay introduit en France sa navette volante.
- 1746 : condenseur de Pieter van Musschenbroek. Procédé Roebuck de production de l’acide sulfurique.
- 1747 : fondation de l’école des ponts et chaussées à Paris par Daniel-Charles Trudaine. Extraction du sucre de betterave par Andreas Sigismund Marggraf.
- 1748 : amélioration du procédé Darby de fonte au coke par sélection de minerais pauvres en phosphore. Daniel Bourn invente la machine à carder le coton.
- 1750 : invention de la Jenny.
- Vers 1750 : cylindres hollandais pour la fabrication du papier.
- 1750-1770 : travaux d’Euler sur la théorie de diverses machines : vis d'Archimède, roues à réaction, moulins à vent, navire.
- 1751 : machine à raboter le fer de Nicolas Focq à Maubeuge : début de la machine-outil. Tour à charioter (ou à tourner cylindriquement des pièces de métal) de Vaucanson.
- 1751-1772 : L’Encyclopédie de Denis Diderot et Jean le Rond d'Alembert. John Holker introduit en France l’industrie du velours de coton.
- 1752 : le paratonnerre de Franklin.
- 1754 : école des mines italienne.
- 1756 : Traité de la culture des terres de Duhamel du Monceau adapté de l’œuvre de Jethro Tull.
- 1758-06-09 : ouverture de la voie ferrée (à traction hippomobile) de la Middleton à Leeds.
- 1759 : création à Jouy-en-Josas par Christophe-Philippe Oberkampf d’une manufacture d’impression d’indiennes.
- 1759-1761 : construction du canal de Worsley à Manchester.
- 1760 : traité de mécanique d’Euler.
- Vers 1760 : efforts pour la culture de la pomme de terre.
- 1760-1795 : Robert Bakewell améliore le mouton dits « Dishley ».
- 1761 : début de la Description des Arts de l’Académie des Sciences.
- Vers 1761 : travaux de Joseph Black sur la chaleur latente. Adoption des rails en fonte aux usines de Coalbrookdale.
- 1762 : législation sur les brevets en France.
- 1763 : fondation à Paris de l’école des constructeurs de navires.
- 1765 : invention de la Mule Jenny de James Hargreaves. Première école vétérinaire ouverte à Lyon.
- 1766-1767 : grand Trunk Canal de la Mersey au Trent.
- 1767 : le métier à tisser Water frame d’Arkwright.
- 1769 : Premiers brevets de James Watt pour la machine à vapeur. Jars fait à Hayange les premiers essais de fonte au coke. Machine-fardier à vapeur de Cugnot
- 1772 : le tour à aléser de John Wilkinson.
- 1774 : découverte du chlore par Scheele.
- 1774 : le pyroscaphe Claude François Jouffroy d'Abbans bateau à vapeur Saône
- 1775 : invention de la batteuse à grains par l’Écossais Meilke.
- 1776 : premier chemin de fer pour le transport du charbon de la mine au canal. Projet de Bushnell aux États-Unis d’un sous-marin.
- 1777 : premier bateau en fer sur la Foss.
- 1778 : premier essai de bateau à vapeur sur le Doubs par Jouffroy d'Abbans.
- 1779 : premier pont de fonte sur la Severn.
- Production industrielle du chlore à l’usine de Javel.
- Vers 1780 : premières montgolfières.
- 1782 : Essais sur les machines en général de Lazare Carnot.
- 1782-1785 : fondation de l’usine du Creusot. Machine à double effet de James Watt, régulateur à boules, premier haut-fourneau au coke installé par William Wilkinson (première coulée de la fonte au coke le 11 décembre 1785).
- 1783 : mise au point de l’impression mécanique au rouleau des tissus par Thomas Bell. Fondation de l’école des mines de Paris. Forgeage au laminoir ; brevet de Henry Cort. Première ascension de Jean-François Pilâtre de Rozier. Essais de navigation à vapeur sur la Saône par Jouffroy d'Abbans.
- 1783-06-04 en France (Annonay) : montgolfière de Joseph et Étienne Montgolfier : première expérience publique
- 1784 : Puddlage de la fonte ; brevet d'Henry Cort
- 1785 : première voie ferrée en France au Creusot.
- 1786 : Charpente en fer du théâtre de Bordeaux par Victor Louis. Introduction du mérinos à Rambouillet.
- 1787 : début de la construction navale en fer. Machine à tisser semi-automatique de Edmond Cartwright.
- 1788 : Les Différents États du fer par Berthollet, Monge et Alexandre-Théophile Vandermonde.
- 1789-1798 : essais de navigation à vapeur de John Fitch sur le Delaware.
- 1790 : procédé Leblanc de la fabrication de la soude. Loi américaine sur les brevets. Essais de télégraphie optique de Chappe.
- 1791 : turbine à gaz de Barber.
- 1791, France : le sémaphore des frères Chappe, le premier message fut envoyé avec succès entre Paris et Lille
- 1792 : gaz d'éclairage par William Murdoch. Première machine à peigner la laine de Edmond Cartwright.
- 1793 : Mise en place de la première ligne de télégraphe optique entre Paris et Lille.
- 1794 : fondation du Conservatoire national des arts et métiers. Fondation de l’École polytechnique.
- 1795 : tour à fileter de Senot. Nicolas Appert invente le procédé de conserve alimentaire (appertisation).
- 1796 vaccin contre la variole Edward Jenner
- 1797 :
  - Edmond Cartwright invente un métal antifriction pour les pistons. Locomotive à vapeur sur route de Trevithick.
  - 22 octobre 1797, Paris / parc Monceau : premier saut en parachute par André-Jacques Garnerin s’élance d’un ballon
- 1798 : Tour à fileter de Henry Maudslay. Tour à fileter de David Wilkinson (en) (États-Unis). Machine continue à fabriquer le papier de Nicols-Louis Robert. Machine à égrener le coton de Whitney. Métier circulaire pour la bonneterie de Decroix.

- 1799 : procédé Lebon pour le gaz d'éclairage.

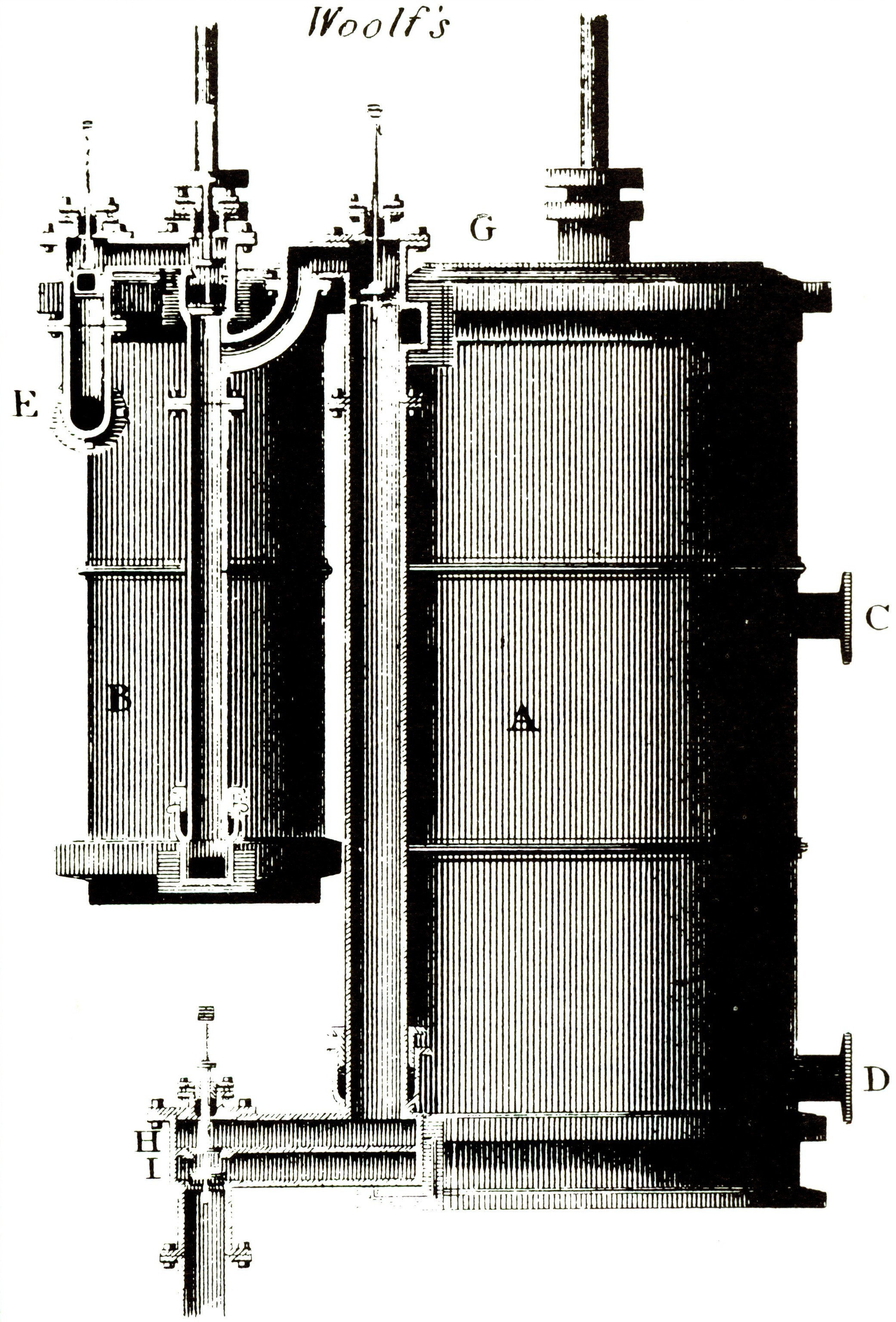
Dans le moteur de Woolf, la vapeur agit d’abord à haute pression dans le petit cylindre (B) puis elle agit par expansion jusqu’à une basse pression dans le grand cylindre (A)

- 1800 : Alessandro Volta publie son invention de la pile. Semoir à socs articulés de James Smith. Tour à charioter et à surfacer de Henry Maudslay. Première usine de Dupont de Nemours aux États-Unis à Wilmington.

## XIXesiècle
- 1801 : essais du Nautilus II de Fulton à Brest.
- 11 octobre 1802 : dépose du brevet de l’"appareil à parachute"
- 1801-1803 : Pont des Arts à Paris, premier pont en fer français.
- 1801-1806 : mise au point des métiers Jacquard.
- 1802 : débuts des grands travaux ordonnés par Napoléon Bonaparte. Canal de l'Ourcq et de Nantes à Brest., digue de Cherbourg, routes transalpines. Premier Haut-fourneau au coke en Allemagne à la Königshütte. Gaz installé à l'usine de Soho (en) par William Murdoch.
- 1803 : essais du premier bateau à vapeur de Fulton sur la Seine.
- 1804 : machine d’Oliver Evans à haute pression. Usine de conserve de Nicolas Appert.
- 1804 : premier train tracté par une locomotive à vapeur à la mine de Pen-y-darren
- 1804-1814 : recherches d’Isaac de Rivals sur la propulsion par moteur à explosion.
- Gaspard de Prony invente le frein dynamométrique.
- 1806 : École polytechnique de Prague. Esquisse de technologie générale de Beckmann.
- 1807 : fondation de l’usine de mécanique et de sidérurgie de Liège par William Cockerill.
- 1809 : débuts des recherches d’Humphrey Davy sur la production de l’aluminium par électrolyse de l’alumine. Le Phoenix premier bateau à vapeur et à roue de haute mer aux États-Unis.
- 1810 : fondation de l’usine de machines-outils de Henry Maudslay et Joshua Field en Angleterre. Machine mécanique à filer le lin et le chanvre de Philippe de Girard.
- 1810-1820 : essor de la fabrication industrielle de la soude artificielle.
- 1811 : machine compound d’Arthur Woolf. Extraction du sucre de betterave par Delessert. Service régulier sur l’Hudson du Chancellor Livingstone, vapeur de Robert Fulton. Coupole métallique de la halle au blé par François-Joseph Bélanger.
- 1812 : premier service régulier assuré par une locomotive à vapeur sur la ligne de Middleton à Leeds.
- 1814 : première locomotive à vapeur de George Stephenson. Premier navire de guerre à vapeur, le Demologos de Fulton.
- 1814-1847 : perfectionnement par James Fox d’un grand nombre de machines-outils.
- 1815 : début de la fabrication en série des pièces de fusil par Éli Whitney.
- 1815-1818 : machine à peigner le lin de Philippe de Girard.
- 1815-1816 : cylindre oscillant de Manby et piston à segments de John Barton.
- 1815-1830 : stabilisation en France des races boulonnaise et percheronne.
- 1815-1835 : premières tondeuses à drap à lames hélicoïdales de John Collier (France).
- 1816 : lampe de sûreté pour les mines de Humphrey Davy. École polytechnique de Vienne. Traversée de la Manche par l’Elise bateau à vapeur à roue et à voiles. Invention du stéthoscope par le docteur René Laennec.
- 1817 : tour parallèle de Richard Roberts.
- 1818 : machine à fraiser d’Éli Whitney. La « Draisienne » de Drais de Sauerbron.
- 1819 : école d’agriculture de Nancy de Mathieu de Dombasle. Tondeuse mécanique Samuel Dorr et Jonathan Ellis. Première traversée de l’Atlantique par le Savannah navire de bois à vapeur et à roues.
- 1820 : raboteuse de James Fox.
- Vers 1820 : formation du « Wheath Belt » américain pour l’extension de la culture céréalière.
- 1822 : mise en service entre Paris et le Havre d’un navire à vapeur en fer.
- 1823 : expansion de la charrue de Mathieu de Dombasle.
- 1824 : Réflexion sur la puissance motrice du feu par Sadi Carnot. La Caroline premier navire à vapeur français de haute mer. Premier pont suspendu de Marc Seguin à Tournon.
- 1824-1833 : études de James Beaumont Neilson sur le haut-fourneau à vent chaud.
- 1825 : adaptation en France de la race bovine anglaise « Durham ». Brabant double de Fondeur. Écoles polytechniques de Karlsruhe et de Varsovie.
- 1826 : première photographie réalisée par Joseph Nicéphore Niépce. machine-outil limeuse de James Nasmyth.
- 1826-1830 : construction de la ligne de chemin de fer Liverpool-Manchester par Stephenson.
- 1827 : turbine hydraulique de Benoît Fourneyron à Pont-sur-l'Ognon. Métier mécanique à tisser de Calla.
- 1828 : principe du moteur électrique fondé sur l’induction par Faraday.
- 1828-1830 : travaux de Marc Seguin sur les chaudières tubulaires.
- 1829 : chaîne articulée d'André Galle. École centrale des arts et manufactures à Paris. Éclairage public au gaz dans la rue de la Paix.

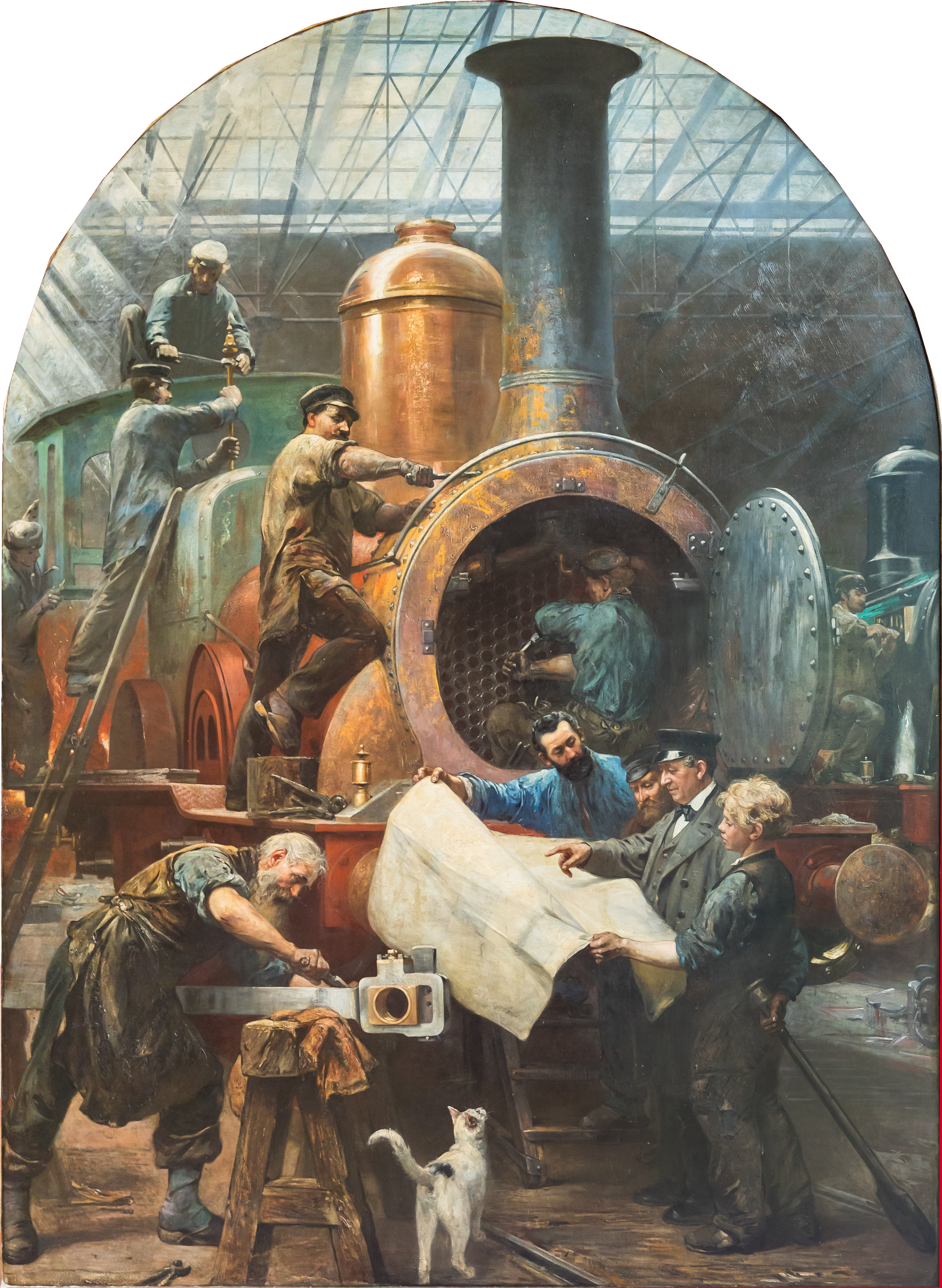
Paul Friedrich Meyerheim

- 1830 : tour parallèle d’Étienne Calla. Premier brevet de Barthélemy Thimonnier pour une machine à coudre.
- 1831 : locomotive à boggie de John Bloomfield Jervis aux États-Unis.
- 1831-1834 : moissonneuse de Cyrus McCormick.
- 1832 : premier brevet de Frédéric Sauvage pour une hélice à un filet et une seule spire. Hippolyte Pixii construit la première machine à courant induit.
- 1833 : première cage d’extraction minière au Pays de Galles par T.Y Hall.
- Vers 1833 : essais de télégraphe électromagnétique de Gauss et Weber.
- 1833-1850 : moissonneuses d’Obed Hussey.
- 1834 : mémoire de Moritz von Jacobi sur l’application de l’électromagnétisme aux machines. Début du réseau ferroviaire belge.
- 1835 : turbine hydraulique de 108 m de chute en Forêt Noire. Machine à raboter de Joseph Whitworth. Machine à détente variable de Marie-Joseph Farcot.
- Vers 1835 : début en France de la fabrication en série des gants et des chaussures.
- Marteau-pilon de François Cavé.
- 1835-1837 : construction du chemin de fer Paris-Saint-Germain.
- 1835-1875 : perfectionnement des machines textiles par André Koechlin.
- 1836 : brevet de Charles Dietz pour une voiture à vapeur.
- 1836-1837 : Frédéric Sauvage élabore l’hélice à pales.
- 1837 : soc de charrue en acier aux États-Unis. Samuel Morse montre son télégraphe à New York.
- Vulcanisation du caoutchouc par Goodyear.
- 1838 : cuvelage métallique des puits de mines par le Français Jacques Triger. Foulage mécanique de la laine (G.B). Traversée de l’Atlantique sans voile par le Sirius (États-Unis) et Great Western (GB).
- 1839 en France : un daguerréotype, le premier appareil photo commercialisé, a été fabriqué par les frères Susse.
- 1839 : tour vertical (raboteuse circulaire) de Johann-Georg Bodmer.
- 1839-1841 : travaux de Bourdon au Creusot sur le marteau-pilon de forge.
- 1840 : début de l’automatisation des machines-outils.
- 1841-1842 : brevets de François Bourdon et de James Nasmyth pour le marteau-pilon de forge.
- 1842 : grande loi française sur les chemins de fer.
- 1843 : station expérimentale d’agriculture à Rothamsted. Première machine à mortier de Roger. Premiers signaux fixes.
- 1843-1861 : machines-outils de Pierre Decoster.

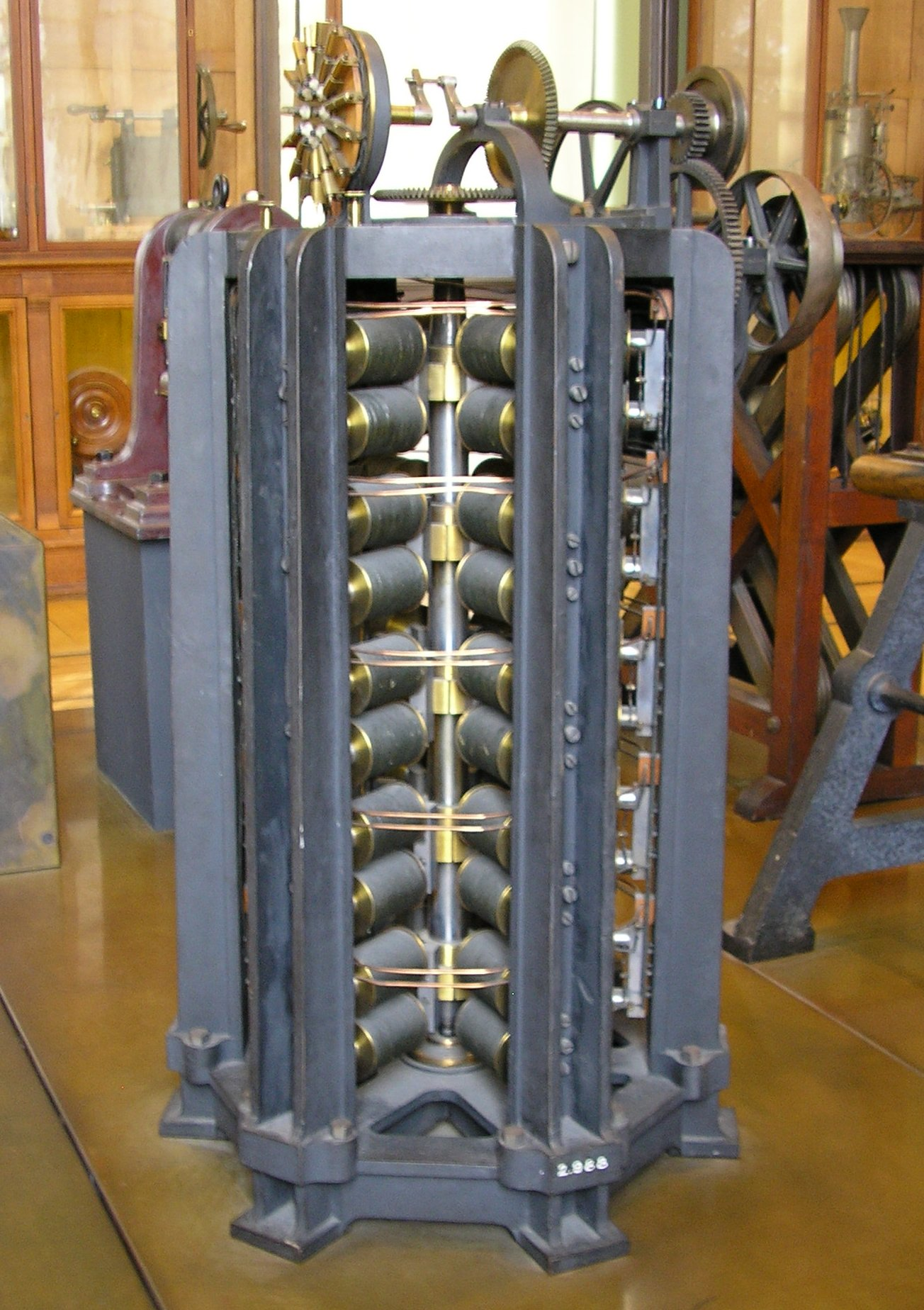
Électromoteur de Paul-Gustave Froment 1844

- 1844 : turbine de Uriah Boyden. Peigneuse de laine de Josué Heilmann. Inauguration officielle aux États-Unis du télégraphe de Samuel Morse. Nouvelle loi française des brevets.
- 1845 : sonde hydraulique de Pierre Pascal Fauvelle pour le forage du sol. Cardeuse de coton à chapeaux chaînés de Josué Heilmann. Le Great Britain,  navire en fer et à hélice d’Isambard Kingdom Brunel, traverse l’Atlantique en quatorze jours.
- 1846 : étau limeur de Pierre Decoster. Le coton-poudre le Schönbein. Machine à coudre d’Elias Howe.
- 1847 : découverte du bassin houiller du Pas-de-Calais.
- 1847 : synthèse de la nitroglycérine par Ascanio Sobrero.
- 1848-1850 : essais de Joseph Monier pour armer le béton.
- 1849 : machine électromagnétique de Hyde Clarke. Canal maritime de Manchester.
- Vers 1850 : photographie astronomique par daguerréotype.
- 1850 : câble sous-marin Douvres-Calais. Lancement du Napoléon de Henri Dupuy de Lôme, vaisseau de guerre à vapeur.
- 1850-1860 : mise au point des silos à grains. Emploi du guano comme engrais en agriculture.
- 1851 : première exposition universelle de Londres. Machines à coudre d’Isaac Merritt Singer et de Allen B. Wilson aux États-Unis. Crystal Palace à Londres. Canon en acier de Krupp Ag.
- 1851-1852 : premiers ballons dirigeables de Pierre Célestin Arnauld et de Henri Giffard.
- 1851-1853 : travaux de William Gossage sur le chlore : tours verticales pour la récupération de l’acide chlorhydrique. Procédés de production industrielle de la soude caustique.
- 1851-1860 : travaux de Wheatstone sur la machine à écrire.
- 1852 : François Coignet construit une maison en béton à Saint-Denis. Ascenseur hydraulique aux États-Unis.
- 1854 : technique du blindage des navires de guerre. Première filature à Bombay.
- 1854-1858 : les halles de Baltard à Paris.
- 1855 : études du canal de Suez. Exposition universelle de Paris. James Bichens Francis publie Lowell Hydraulic Experiments
- 1855-1856 : convertisseur Bessemer pour la transformation de la fonte en acier.
- 1855-1867 : système Charles Viguier de commande et de sécurité des aiguillages ferroviaires.
- 1856 : découverte de l’aniline par Perkin : début des colorants synthétiques.
- 1857 : papier toilette par Joseph Gayetty
- 1857 : utilisation des phosphates de Wissant comme engrais. Diffusion de l’emploi du papier à pâte de bois. Dirigeable de Le Bris.
- 1858 : premier haut fourneau au Japon. Marteau-piqueur à air comprimé de Germain Sommeiller pour le tunnel ferroviaire du Mont-Cenis.
- 1859 : le premier puits de pétrole aux États-Unis à Titusville foré par Drake. Travaux de G. Westinghouse sur le frein à air comprimé.

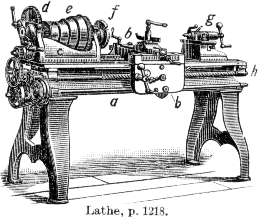
Développement des machines-outils, ici un tour de 1911

- 1860 : moteur à gaz de Jean-Joseph Étienne Lenoir. Brevet Hugon pour un moteur à deux temps. Le premier accumulateur de Gaston Planté. Premiers appareils Cowper d’épuration des gaz de hauts fourneaux. Réfrigération à ammoniac de Carre.
- 1860-1864 : métro de Londres.
- 1861 : vélocipède à pédale de Michaux. Massachusetts Institute of Technology. Le Scotia dernier navire à roue de la Compagnie Cunard.
- 1861-1865 : reportages photographiques de Mathew Brady pendant la guerre de Sécession.
- 1862 : moteur à quatre cylindres d’Otto. Définition du cycle quatre temps par Beau de Rochas. Fraiseuse universelle de Brown et Sharpe. Tour semi-automatique à tourelle revolver de Hartness.
- 1863-1864 : mise au point de la fabrication de la pâte à papier au bois d’Aristide Bergès.
- 1863-1866 : rotative de Hippolyte Marinoni pour l’impression continue.
- 1864 : locomotive française à essieux couplés.
- 1864-1865 : mise au point du four d’aciérie Martin.
- 1865 : brevet de Pasteur pour la conservation des vins. Mise au point des premiers frigorifiques. Le vélocipède d’Ernest Michaux.
- 1866 : machine dynamo électrique de Werner Siemens. Procédé Solvay de la fabrication de la soude à l’ammoniac. Premier câble télégraphique transatlantique.
- 1867 : découverte de la dynamite par Nobel. Fabrication des premiers aciers spéciaux par Henri Aimé Brustlein chez Holtzer. Le frein Westinghouse. Première filature de coton au Japon. Apparition de la bicyclette. Le béton armé de Joseph Monier.
- 1868 : four à régénération de chaleur par le gaz de Friederich et William Siemens. Fabrication du celluloïd, première matière synthétique, par John Wesley Hyatt.
- 1869 : brevet définitif de Zénobe Gramme : machine magnétoélectrique. Premier laboratoire industriel chez Holtzer à Unieux avec Henri Aimé Brustlein et Boussingault. Ouverture du canal de Suez. Margarine de Hippolyte Mège-Mouriès.
- 1870 : début de la fabrication des superphosphates. Création au Japon d’un ministère de l’Industrie.
- 1870-1871 : premières microscopies de journaux et cartes en France.
- 1871 : brevet de Pasteur pour la conservation de la bière. Dynamo électrique de Zénobe Gramme.
- 1872 : usine de Giovanni Battista Pirelli à Milan pour le traitement du caoutchouc. Premier chemin de fer au Japon. Mise en service du crocodile, appareil de signalisation sonore, fixé entre les rails.
- 1872-1873 : moteur à quatre temps de Christian Reithmann. Aérostat dirigeable Dupuy de Lôme de Dupuy de Lôme et Gustave Zédé. L’Obéissante, voiture automobile d’Amédée Bollée.
- 1873 : Hippolyte Fontaine : transmission de l’électricité à distance. Utilisation des phosphates tunisiens en agriculture. Le tour-revolver de Christopher Spencer.
- 1874 : découverte de l’éosine par Caro. Machine à tailler les engrenages coniques d'Elliott Gleason. Machine à affûter les fraises de Frédéric Guillaume Kreutzberger. Fondation de l’Union générale des postes à Berne.
- 1875 : dynamo industrielle de Zénobe Gramme. Mise au point de la fabrication du ferromanganèse par Alexandre Pourcel.
- 1876 : marteau-pilon de 100 tonnes. Procédé Thomas-Gilchrist pour la fabrication de l’acier partir des fontes phosphoreuses à la cornue Henry Bessemer. Machine à rectifier universelle de David Brown et Lucien Sharp. Machine à écrire de Philo Remington. Premier transport de viande réfrigérée entre Buenos Aires et Rouen. Invention du téléphone par Graham Bell. Dépôt du brevet de l'aéroplane d'Alphonse Pénaud et Paul Gauchot.
- 1876-1877 : moteur à quatre temps de Gottlieb Daimler, Nikolaus Otto et Wilhelm Maybach.
- 1877 : fabrication des ferrochromes par Jean-Baptiste Boussingault et Henri Aimé Brustlein. Procédé théorique de télévision énoncé par Constantin Senlecq. Phonographe à cylindre de Thomas Edison.
- 1878 : locomotive compound d’Anatole Mallet. Généralisation du procédé photographique au gélatinobromure. La Mancelle voiture d’Amédée Bollée.
- 1879 : synthèse de l’indigo par Johann Friedrich Wilhelm Adolf von Baeyer. Brevet d’un four électrique par Siemens. Première convention internationale sur l’exploitation des brevets. Locomotive électrique pour les transports urbains à Berlin. Lampe à incandescence de Thomas Edison.
- 1880 : premières tentatives de forage de puits de pétrole en mer à partir de la côte californienne. Machine électrique de R. Voss. Invention du cubilot par Rollet. Train électrique de Thomas Edison à Menlo Park. Début du percement du canal de Panama. Ascenseur électrique de Siemens.
- 1881 : la Rapide voiture d’Amédée Bollée.
- 1882 : turbine à conduite forcée d'Aristide Bergès à Lancey. Tour à détalonner de Julius Eduard Reinecker. Éclairage électrique des rues de New York.
- 1882-1889 : viaduc de Garabit de Gustave Eiffel.
- 1883 : premiers essais de transmission de l’énergie hydraulique entre Creil et Paris par Marcel Desprez. Mise au point du laiton de fer par Alexander Dick. Convention internationale de Paris pour la protection de la propriété industrielle. Mitrailleuse automatique de Hiram Maxim aux États-Unis.
- 1884 : Gaulard met au point un transformateur électrique et crée à Bellegarde (Gard) la première centrale électrique. Turbine à vapeur de Charles Algernon Parsons. Travaux de Le Chatelier sur le fonctionnement des hauts fourneaux. Découverte de la mélinite par Eugène Turpin. Découverte de la soie artificielle (viscose) par Hilaire de Chardonnet. Première pellicule photographique sur rouleau de G. Eastman. Gratte-ciel à charpente métallique aux États-Unis.
- 1885: vaccin contre la rage par Louis Pasteur
- 1885 : procédé Fernand Forest d’allumage du moteur par magnéto. Four à induction à noyau de l’Italien Sevastian Zani de Ferranti. Floris Osmond commence à employer la métallographie microscopique. Projet Claude Goubet de sous-marin. Première lignes de chemin de fer au Sénégal et au Cambodge. Essais de signalisation électrique sur voies ferrées. Bateau à moteur électrique de Gottlieb Daimler. Bec à toile incandescente à gaz d’Auer.
- 1886 : première arracheuse de betterave d’A. Bajac. Méthode thermo-électrique de Le Chatelier pour la mesure des hautes températures. Premier four à arc de Paul Héroult. Charles Martin Hall et Paul Héroult inventent la production d’aluminium par électrolyse. Linotype d'Ottmar Mergenthaler aux États-Unis. Machine à souffler le verre.
- 1887 : locomotive électrique au métro de Londres.
- 1887-1889 : la tour Eiffel.
- 1887-1890 : premières voitures automobiles Peugeot.
- 1888 : George Eastman met au point l’appareil photographique « Kodak ».
- 1889 : abolition en France du droit de vaine pâture. Les ferronickels au Creusot. Sir Robert Abbott Hadfield met au point à Sheffield des aciers spéciaux au manganèse et au silicium. Phonographe et cylindre de cire de Thomas Edison. Premières communications sans fil par Guglielmo Marconi à travers la Manche.
- 1890 : turbine à vapeur de Carl Gustaf Patrik de Laval. Machine à tailler les engrenages droits de Edwin R. Fellows (en). Cohéreur de Branly. Décollage de Clément Ader sur l’Éole. Véhicule à vapeur à trois roues de Serpollet. Machines à statistique de Herman Hollerith.
- 1891 : première tentative de vol plané de Lilienthal. Premiers pneus démontables de Michelin.
- 1892 : tracteurs agricoles à moteur à essence aux États-Unis. Four à arc d’Henri Moissan. Carbure de calcium. Premier train continu à tôle à Teplitz. Le Murex, tanker à pétrole en vrac, franchit le canal de Suez. Gustave Hermite et Georges Besançon lancent un ballon-sonde adapté aux observations météorologiques.
- 1892 : invention du Conimètre, instrument scientifique de détection de particules en suspension dans l'atmosphère
- 1893 : débuts des recherches d'Henri Aimé Brustlein à Unieux sur les aciers à coupe rapide. Construction d’un planeur par Lilienthal.
- 1893-1897 : Rudolph Diesel met au point son premier moteur. Premiers films de Thomas Edison et de Louis Lumière (photos fixes en bandes).
- 1895 : travaux sur les électrons de Lorentz et de Jean Perrin. Découverte des rayons X par Wilhelm Röntgen. Procédé de liquéfaction de l’air par Carl von Linde.
- 1896 : découverte de la radioactivité par Henri Becquerel. Turbine à vapeur de Charles Gordon Curtis.
- 1897 : mise au point des aciers invar et élinvar. Premiers plastiques caséiniques. Invention de la galalithe. Retransmission sans fil d’Édouard Branly et de Guglielmo Marconi.
- 1898 : four à arc de P. Girod et de l’Italien Ernesto Stassano (it). Premier salon de l'automobile à Paris.
- 1899 : fours Talbot à production continue d’acier aux États-Unis et en Angleterre. Production industrielle de l’aspirine par la firme Bayer. Boîte de vitesses à prise directe de Louis Renault.
- 1900 : four électrique à acier de Paul Héroult. La monotype, nouvelle machine à composer. Généralisation du procédé de reproduction en simili-gravure. Réalisation du premier dirigeable rigide par le comte von Zeppelin.

## XXesiècle
- 1901 : turbine multicellulaire d’Auguste Rateau. Wilhelm Maybach construit la première Mercedes
- 1902 : la lampe néon par Georges Claude. Invention de la bakélite par Léo Hendrik Baekeland. Première tentative de mise en scène cinématographique avec « Le Voyage dans la Lune » de Georges Méliès
- 1902-1904 : John Fleming réalise un détecteur thermoionique ancêtre des diodes
- Vers 1903 : planeur d’Octave Chanute
- 1903 : fabrication industrielle de la soie artificielle (viscose) par C. H. Stearn et F. Topham. L’électrocardiographe par Willem Einthoven. Premier décollage du biplan des frères Wright. Louis Sautter et Émile Harlé (fondateurs de Sautter-Harlé) équipent les péniches en moteurs Diesel
- 1904-1913 : reprise par les Américains des travaux de percement de l’isthme de Panama
- 1905 : mise au point de la cellophane. Mise au point définitive de la fermeture-éclair par Whitcomb Judson. Invention de la cellule photoélectrique. Démarreur électrique d’automobile par Pierre Bossu
- 1906 : première turbine à gaz de Henry Holzwarth. Mise au point définitive par Frederick Winslow Taylor et Maunsel White des aciers à coupe rapide. Lee de Forest invente la triode « Audion », lampe à trois électrodes, premier tube électronique.
- 1907 : le bélinographe, procédé photo-télégraphique d’Édouard Belin. Machine automatique pour fabriquer les bouteilles. Lampe au tungstène. L’hélicoptère Paul Cornu, France réalise le décollage verticale de quelques mètres le 13 novembre 1907. Le premier kilomètre en circuit fermé est réalisé le 4 mai 1924 par Étienne Œhmichen un technicien de Peugeot.
- 1908 : vols de Wilbur Wright. Le design avion Raymond Loewy créateur de l’esthétique industrielle - Design du logo de Lucky Strike issu du mot français dessein
- 1908-1920 : Alfred Wilm met au point le duralumin à Düren.
- 1909 : Louis Blériot traverse la Manche
- 1910 : la tolite (TNT). Mise au point des procédés d’impression par héliogravure en offset. Le « chronophone » d'Arsène d'Arsonval. Premiers travaux de Vladimir Kosma Zworykin sur une méthode de télévision électronique
- 1911 : le tube néon par Georges Claude. Hydroplane de Curtis. Biplan des Voisin
- 1913 : le statoréacteur René Lorin. Ur-Leica, premier appareil photographique format 24x36 mm
- 1914 : lampe au tungstène, cathodes à oxydes métalliques
- 1916 : mise au point de la construction des tanks en Angleterre. Émissions radio à travers l’Atlantique
- 1919 : première convention internationale des transports aériens
- 1920 : perfectionnement de l’enregistrement du son. Carrosserie automobile en tôle emboutie aux États-Unis.
- 1919-1923 : Études de projet d’usine marémotrice en Angleterre.
- 1921 : le vaccin antituberculeux ou BCG Albert Calmette et Camille Guérin
- 1923 : le procédé Fischer-Tropsch de fabrication d'hydrocarbures synthétiques est mis au point par Franz Fischer et Hans Tropsch.
- 1923 : premier dispositif de télévision entièrement électronique de Vladimir Kosma Zworykin. Expédition Citroën au Sahara
- 1924 : procédé de laminage continu à chaud. Synthèse de la vitamine D. N. Levison : synchronisation sonore d’un film par disque. Diesel électrique
- 1925 : le premier transistor à effet de champ (field-effect transistor, FET) est breveté par le physicien Austro-Hongrois Julius Edgar Lilienfeld
- 1925, France : le pangrafic de Charles Dévé, appareil de réduction microscopique permettant de graver de petites marques de contrôle sur des pièces optiques
- 1925-1935 : premiers essais de photographie en couleurs
- 1926 : la télévision. La télévision en couleur arrive en France en 1967
- 1927 : caoutchouc synthétique (Buna). Charles Lindbergh traverse l’océan Atlantique
- 1928 : 3 septembre : pénicilline premiers antibiotiques - Alexander Fleming. Plexiglas de W. Bauer. L’iconoscope, premier tube de caméra de télévision. Début du téléphone automatique. Diesel à gaz.
- 1929 : la lampe penthode. Premier programme expérimental de télévision en Angleterre.
- 1930 : le coronographe par Bernard Lyot. Invention du cracking catalytique du pétrole par Eugène Houdry. Disque à enregistrement direct dit « disque souple ». Traversée de l’Atlantique par Coste et Bellonte. Début de l’Aéropostale. Premières locomotives Diesel électrique aux États-Unis
- 1931 : suppression du haubanage pour les avions. Premières « michelines ». Ballon stratosphérique d’Auguste Piccard
- 1932 : Ernest Orlando Lawrence et Livingstone réalisent le premier cyclotron aux États-Unis
- 1933 : procédé d’affinage Ugine-Perrin. Polymérisation de l’éthylène : le polyéthylène. Premières horloges à quartz dans les observatoires.
- 1934 : la radioactivité artificielle Irène et Frédéric Joliot-Curie
- 1934 : le radar les « radars » à ondes décimétriques Nikola Tesla France brevet français et 1935 inventeur officiel Robert Watson-Watt Brevet anglais. Mise au point chez Citroën de la traction avant automobile
- 1935 : le nylon par Wallace Carothers
- 1938 : le stylo à bille par László Biró- le Procédé de fabrication industrielle des stylos à bille 1953 Marcel Bich
- l’ordinateur (1941?) Mark 1 USA Bayle 15?? (modèle sur le papier)
- 1941 : le velcro par Georges de Mestral
- 1946 : la spectroscopie par RMN découverte de façon indépendante par deux équipes américaines : Purcell, Torrey et Pound à l’université de Harvard d’une part et Bloch, Hansen et Packard à l’université de Stanford d’autre part. Prix Nobel de physique en 1952 à Bloch et Purcell.
- 1946 : le four à micro-ondes, Percy Spencer pour Raytheon c’est en fait basé sur un magnétrons
- 1947 : l’électronique, le transistor
- 1949 : l’avion à stato-réacteur René Leduc
- 1953 : le maser États-Unis
- 1954 : mise au point du vaccin contre la poliomyélite par Pierre Lépine et Jonas Edward Salk
- 1956 : découverte de l’ADN polymérase ADN dépendante (ADN pol I) par Arthur Kornberg (prix Nobel de physiologie ou médecine en 1959).
- 1957 : le premier satellite artificiel Spoutnik I fut lancé par les soviétiques en 1957 - le premier satellite météorologique TIROS-1 fut lancé le 1er avril 1960 :
- 1960 : la Caravelle avion (les moteurs sont placés à l’arrière du fuselage).
- 1960 : le laser, le physicien américain Théodore Maiman (théorie Einstein 1917)
- 1960 : la pilule contraceptive par Gregory Pincus - La pilule est autorisée en France en 1967.
- 1962 : la LED ou diode à spectre visible, Nick Holonyak Jr.
- 1964 : l’écran à cristaux liquides par George Helmeier
- 1965, États-Unis: première connexion informatique à longue distance, entre le Massachusetts et la Californie par Lawrence Roberts & Thomas Merrill
- 1969 : Neil Armstrong est le premier homme à poser le pied sur la lune (21 juillet 1969)
- Années 1970 la PNL ou programmation neuro-linguistique de Milton Erickson, Virginia Satir ou Fritz Perls. Observation, imitation du comportement. Techniques de psychologie comportementale.
- 1974 : le code-barres première application du laser
- 1974 : la carte à puce par Roland Moreno
- 1975 : le vaccin contre l’hépatite B par Philippe Maupas
- 1977 : lancement des sondes spatiales jumelles de la NASA, Voyager 1 et Voyager 2, qui profitent d'un alignement exceptionnel des planètes du système solaire et de l'effet de fronde de leur gravité pour se lancer dans le "Grand tour" et explorer les planètes les plus lointaines du système solaire à l'exception de Pluton.
- 1978 : le LaserDisc
- 1981 : lancement par la NASA de Columbia, première navette spatiale américaine qui est allée dans l'espace, pour la première fois le 12 avril 1981 et qui s'est désintégrée lors du retour dans l'atmosphère, à l'occasion de son dernier vol, en 2003.
- 1981 - 27 septembre : mise en service du TGV entre Paris et Lyon France. Vitesse de croisière à la mise en service 260 km/h - Record mars-avril 2007 574,8 km/h.
- 1981 : le PC IBM
- 1982 : le CD-ROM
- 1983 : le Lisa, précurseur du Macintosh mis au point par Apple
- 1984 : le Macintosh, famille d'ordinateurs personnels Apple à interface graphique
- 1984 : le 16 juillet 1984, le 1er brevet sur la « fabrication additive » (impression 3D) est déposé, par trois Français : Jean-Claude André, Olivier de Witte et Alain le Méhauté, pour le compte de la Compagnie industrielle des lasers (Cilas Alcatel)[15].
- 1985 : Polymérase Chain reaction (PCR), méthode de biologie moléculaire d'amplification génique in vitro de l'ADN
- 1986 : première publication publique sur la PCR par Kary Mullis (prix Nobel de chimie en 1993).

- 1988 : la pilule abortive RU486 par Étienne-Émile Baulieu, France
- 1990 : lancement du télescope spatial Hubble
- 1990 : le www du web Tim Berners-Lee proposition au CERN 1989 Robert Cailliau 1er serveur web CERN
- 1996 : la brebis Dolly, premier clonage d'un mammifère par l'équipe de Keith Campbell et Ian Wilmut chez PPL Therapeutics, en association avec l'Institut Roslin à Édimbourg
- 1999 : début de la construction de la station spatiale internationale (ISS)
- 2000 : l’encyclopédie en ligne et gratuite nommée Nupédia est fondée par Jimmy Wales en mars. L’encyclopédie à participation publique sans comité scientifique nommée Wikipédia sous le principe technologique du wiki est née en janvier 2001. De nombreuses personnes souvent anonymes en assurent l’évolution et l’administration. L’idée d’une encyclopédie libre et universelle avait été lancée par Richard Stallman en 1999.

## XXIesiècle
- 2001 : Cinéma numérique : préparation et présentation, le 29 octobre 2001, de la première transmission de cinéma numérique par satellite en Europe d'un long métrage cinématographique par Bernard Pauchon, Alain Lorentz, Raymond Melwig et Philippe Binant[16].
- 2003 : Nanotechnologie : les chercheurs de l’université de Toulouse (cemes/CNRS) et de Leonhard Grill, de la Freie Universität de Berlin, ont fabriqué une brouette moléculaire en 2003, créé un moteur moléculaire en 2005 et fait tourner une roue moléculaire[17].
- 2003 : les techniques de séquençage de l'ADN permettent la caractérisation du génome humain.
- 2004 : la sonde spatiale Cassini lancée par la NASA en 1997 atteint la planète Saturne et ses satellites qu'elle explorera jusqu'en 2017.
- 2004 : le rover Spirit se pose sur Mars.
- 2004 : le rover Opportunity se pose sur Mars.
- 2007 : fabrication industrielle de processeurs et ordinateurs avec la gravure de transistors de 45 nm développés à base de silicate d’hafnium. Ce matériau est développé depuis 6 ans. Il y a 10 ans les transistors mesuraient 250 nm environ. Ceci respecte la loi de Moore et double quasiment la capacité des microprocesseurs.
- 2007 : Sharp dépose 6 brevets sur le premier plastique semi-végétal recyclable[18].
- 2007 : l'iPhone, premier smartphone lancé par Apple.
- 2009 – 2018 : le télescope spatial Kepler permet la découverte de plusieurs milliers d'exoplanètes.
- 2010 : l'iPad, première tablette tactile lancée par Apple.
- 2012 : le grand collisionneur de hadrons (Large Hadron Collider, LHC) du CERN permet la détection du boson de Higgs.
- 2012 : la sonde spatiale Voyager 1 quitte l'héliosphère et devient le premier objet fabriqué par l'Homme à entrer dans le milieu interstellaire.
- 2012 : la technique d'édition de génome CRISPR-Cas9 est mise au point par l'équipe de la chercheuse française Emmanuelle Charpentier avec l'aide de l'Américaine Jennifer Doudna.
- 2012 : le rover Curiosity se pose sur Mars.
- 2015 : la sonde spatiale New Horizons explore le monde gelé de Pluton et en janvier 2019 celui de l'astéroïde Arrokoth, le plus lointain objet exploré par l’humanité.
- 2016 : le LIGO (Laser Interferometer Gravitational-Wave Observatory) ou « Observatoire d'ondes gravitationnelles par interférométrie laser » met en évidence les ondes gravitationnelles produites par la collision de deux trous noirs.
- 2020 : mise au point des vaccins à ARN messager contre le virus SARS-CoV-2 selon une technique établie par Katalin Karikó et développée les firmes BioNTech-Pfizer et Moderna.
- 2021 : le rover Perseverance se pose sur Mars.
- 2021 : l'hélicoptère Ingenuity réalise les premiers vols aériens sur une autre planète.
- 2024 : première implantation d'une puce électronique dans un cerveau humain, permettant de contrôler une souris d'ordinateur par la pensée[19].